# Mặt trận Balkan (Thế chiến thứ nhất)
Mặt trận Balkan (28 tháng 7 năm 1914 - 29 tháng 9 năm 1918) hay Chiến trường Balkan là một trong những mặt trận của Chiến tranh thế giới thứ nhất, diễn ra trên bán đảo Balkan.
Lực lượng tham chiến gồm Serbia, Montenegro, Hy Lạp, Pháp, Anh, Ý, và Nga, (Entente - Hiệp ước) chống lại Áo-Hung, Đức, Thổ Nhĩ Kỳ và Bulgaria (Liên minh Trung tâm).
Diễn biến mặt trận Balkan chủ yếu qua một số chiến dịch: Chiến dịch Serbia (tháng 7 năm 1914 - tháng 11 năm 1915), Chiến dịch Thessaloniki (tháng 11 năm 1915 - tháng 9 năm 1918) và Chiến dịch România (tháng 8 năm 1916 - tháng 12 năm 1917).
Mặt trận Balkan bao phủ các vùng lãnh thổ rộng lớn của Balkan. Các trận chiến diễn ra trên lãnh thổ Serbia, Montenegro, Hy Lạp, Albania, Bulgaria và România. Chiến sự Balkan khởi đầu khi quân đội Áo-Hung giao tranh với quân đội Serbia và quân đội Montenegro. Quân Áo thất bại trong Chiến dịch năm 1914, không thể phá vỡ sự kháng cự của quân đội Serbia và hoàn thành mục tiêu đề ra. Cuối năm 1914, ở Balkan hình thành thế trận chiến hào. Mùa thu năm 1915, chỉ huy Áo-Đức lập nhóm quân xung kích ở Mặt trận Balkan và tấn công quân Serbia đang suy yếu. Bên phe Đức Áo-Hung, Bulgaria tham chiến tấn công Serbia từ phía đông. Tuy nhiên, khi đó, quân Anh-Pháp Entente đổ bộ vào Thessaloniki, (Hy Lạp), quân Serbia chạy tới Albania rồi di tản tiếp đến Corfu. Sau đó, lực lượng Serbia gia nhập phe Đồng minh ở Thessaloniki. Serbia và Montenegro bị chiếm đóng hoàn toàn. Montenegro rút khỏi chiến tranh. Mặt trận mới Thessaloniki ở Balkan được thành lập. Tháng 8 năm 1916, România đứng về phía Đồng minh nhưng bị quân Áo-Đức-Bulgaria đánh bại và chiếm đóng gần như toàn bộ lãnh thổ. Cho đến tháng 9 năm 1918, không có chiến sự đáng kể nào trên mặt trận Thessaloniki. Tháng 9 năm 1918, quân Entente - Anh, Serbia, Pháp và Hy Lạp (Hy Lạp tham chiến bên phe Hiệp ước từ năm 1917) tấn công quy mô lớn khiến Bulgaria hứng chịu thất bại quyết định. Ngày 29 tháng 9, Bulgaria ký hiệp định đình chiến với các cường quốc Entente. Chiến tranh thế giới thứ nhất ở Balkan chấm dứt.

## Trước chiến tranh

### Bối cảnh
Balkan thường được coi là "thùng thuốc súng" của châu Âu. Vào thế kỷ 15, bán đảo Balkan bị chiếm và sáp nhập vào Đế quốc Ottoman. Thổ Nhĩ Kỳ thiết lập nền thống trị trên các dân tộc bản địa trong nhiều thế kỷ. Các cuộc nổi dậy giải phóng dân tộc đã nổ ra trên lãnh thổ châu Âu của Đế quốc Ottoman.
Đến giữa thế kỷ 19, vùng Balkan bắt đầu hình thành các quốc gia độc lập như Serbia, Hy Lạp, România và Bulgaria. Sau khi giành được quyền tự chủ và độc lập, các nước Balkan non trẻ có kẻ thù chung mới. Đế quốc Áo-Hung, vốn đang tìm cách thiết lập quyền bá chủ ở vùng Balkan, là mối đe dọa đối với các quốc gia non trẻ này. Đế quốc Nga ủng hộ nền độc lập các quốc gia này, và Liên minh Balkan được thành lập để đối trọng với Áo. Liên minh bao gồm Bulgaria, Hy Lạp, Serbia và Montenegro. Tuy nhiên, Liên minh Balkan bắt đầu xung đột với Thổ Nhĩ Kỳ, nơi có nhiều người Serb, Bulgaria và Hy Lạp cùng sinh sống. Cuối cùng, Liên minh đã tìm cách "trục xuất" được Thổ Nhĩ Kỳ khỏi bán đảo Balkan.

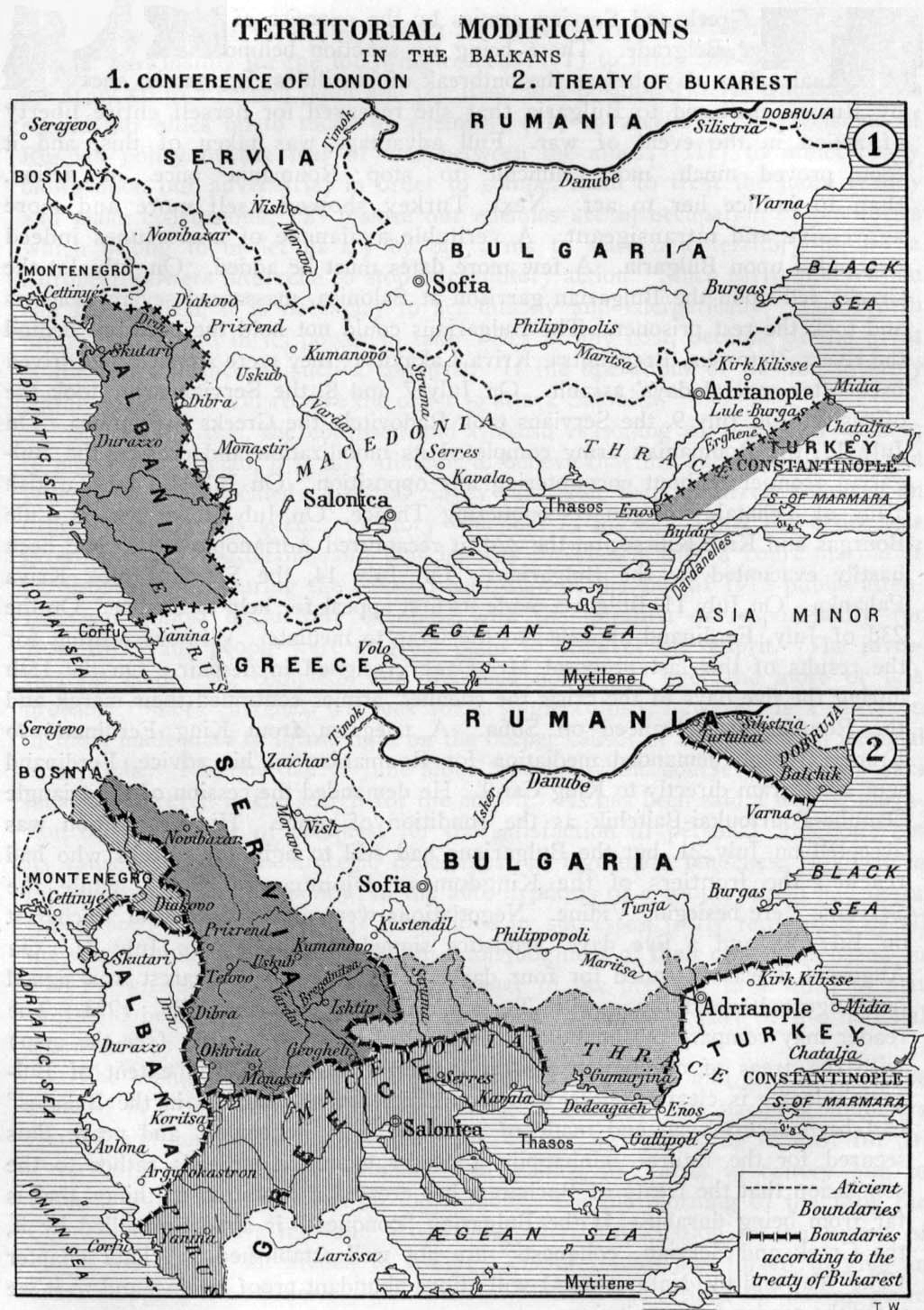
Bản đồ xuất bản năm 1914 cho thấy các vùng lãnh thổ tranh chấp trên Bán đảo Balkan - "thùng bột của châu Âu". Sự phân định biên giới theo Hội nghị Luân Đôn trước chiến tranh (trên) và biên giới cuối cùng sau Chiến tranh Balkan lần thứ hai theo Hòa ước Bucharest (dưới)

Ngoài ra, các nước Balkan muốn mở rộng lãnh thổ khi Đế quốc Ottoman bị suy yếu. Bulgaria thâu tóm toàn bộ phía đông bán đảo Balkan. Serbia muốn tiếp cận biển Adriatic để sáp nhập Macedonia và Albania. Montenegro cố gắng chiếm các cảng lớn của Thổ Nhĩ Kỳ ở Adriatic và sanjak Novopazarskiy. Hy Lạp cũng tìm cách mở rộng biên giới.
Những mâu thuẫn này dẫn đến Chiến tranh Balkan lần thứ nhất, trong đó Liên minh Balkan có thắng lợi quyết định trước Đế quốc Ottoman. Tất cả vùng lãnh thổ châu Âu của Thổ Nhĩ Kỳ, ngoại trừ Istanbul và vùng phụ cận, đều bị Liên minh Balkan kiểm soát.
Tuy nhiên lại xảy ra tranh chấp giữa các nước thành viên về những vùng lãnh thổ được giải phóng. Serbia và Bulgaria đồng thời tuyên bố chủ quyền trên Macedonia, Hy Lạp và Bulgaria lần lượt tranh cãi về Thracia, România ra yêu sách lãnh thổ với Bulgaria. Những mâu thuẫn giữa các nước chiến thắng nhanh chóng leo thang thành Chiến tranh Balkan lần thứ hai, trong đó Serbia, Hy Lạp, Montenegro rồi sau đó là România và Đế quốc Ottoman nhanh chóng đánh bại Bulgaria. Kết quả của Chiến tranh Balkan lần thứ hai là Macedonia bị Hy Lạp và Serbia chia cắt, Thổ Nhĩ Kỳ giành lại phần nhỏ lãnh thổ Châu Âu, còn România chiếm được Nam Dobrudja.
Năm 1908 - 1909 xảy ra cuộc khủng hoảng Bosnia. Trong bối cảnh đó, Đế quốc Áo-Hung, vốn đang cố gắng khẳng định bá quyền tại Balkan, với sự hỗ trợ của Đế quốc Đức, đánh chiếm rồi sáp nhập Bosnia và Hercegovina. Serbia cũng tuyên bố chủ quyền với Bosnia để tìm cách tiếp cận biển Adriatic và thâu tóm các vùng có người Serb sinh sống (một số lượng lớn người Serb sống ở Bosnia). Ngoài ra, Beograd e ngại rằng sau Bosnia, Áo-Hung sẽ sáp nhập cả Serbia.
Tuy nhiên, Áo-Hung cố gắng để được quốc tế công nhận việc sáp nhập Bosnia là hợp pháp. Đế quốc Nga bị cô lập giữa Áo và Đức hiếu chiến nên buộc phải công nhận điều này và Serbia cũng vậy. Nỗi phẫn uất vì thất bại ngoại giao tiếp tục âm ỉ trong một thời gian dài ở cả Beograd và Sankt-Peterburg. Serbia không chịu nổi việc sáp nhập này, tổ chức khủng bố Bàn tay đen xuất hiện ở Serbia nhằm mục đích "thống nhất" Bosnia với Serbia.
Đồng thời, Áo-Hung lo sợ mất Vojvodina, Bosnia và các vùng lãnh thổ khác, nơi có nhiều người Serb sinh sống. Ở Serbia, sau hai cuộc chiến tranh Balkan thành công, vị trí của nhóm cấp tiến được củng cố. Các sĩ quan cấp tiến từ tổ chức Bàn tay đen đã thực sự nắm quyền. Serbia ủng hộ các tổ chức bí mật hoạt động ở Áo, gây bất ổn tình hình ở các vùng Slav thuộc Áo. Ngoài ra, vào năm 1913, bất chấp tình hình quốc tế khó khăn, quân Serbia tiến vào lãnh thổ Albania. Trong cuộc khủng hoảng Albania, Serbia rút quân dưới áp lực của cộng đồng quốc tế. Trước những hành động gây hấn này, Áo-Hung muốn lấy cớ tuyên chiến với Serbia.
Vì vậy, nguyên nhân chiến tranh là sự cạnh tranh giữa Serbia và Áo-Hung nhằm giành quyền kiểm soát các vùng lãnh thổ Nam Slav.

### Vụ ám sát tại Sarajevo
Serbia không đồng ý với việc Áo sáp nhập Bosnia. Các tổ chức chủ nghĩa dân tộc bí mật bắt đầu xuất hiện ở Serbia với nhiệm vụ giải phóng Bosnia, nơi có đông đảo người Serb sinh sống, khỏi "ách thống trị của Áo". Trong số các tổ chức này nổi bật nhất là Bàn tay đen. Tổ chức "Mlada Bosna" (Млада Босна - Bosnia trẻ) hoạt động trên lãnh thổ Bosnia cũng đặt nhiệm vụ thống nhất Bosnia với Serbia.

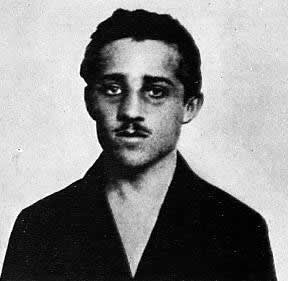
Gavrilo Princip

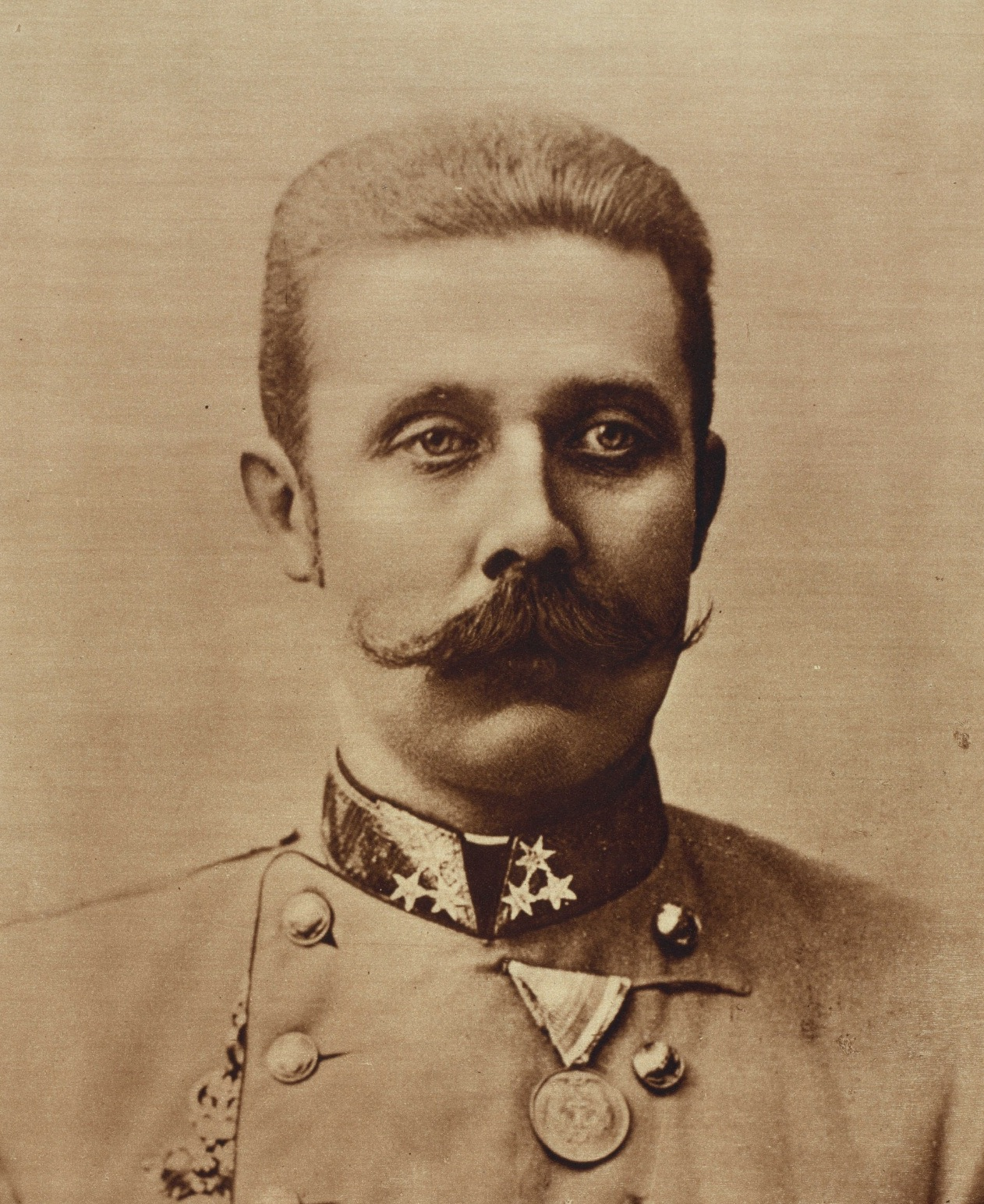
Thái tử Franz Ferdinand

Cuối tháng 6 năm 1914, người thừa kế ngai vàng Áo-Hung, Thái tử Ferdinand cùng với vợ là Sofia đến Sarajevo, thủ phủ Bosnia, để thị sát tập trận và mở một viện bảo tàng. Ferdinand được coi là người ủng hộ chủ thuyết Liên bang Đại Áo - ý tưởng biến chế độ quân chủ kép Áo-Hung thành tam chế Áo-Hung-Slav. Một vương quốc Slav thứ ba sẽ là mối đe dọa nghiêm trọng đối với Serbia. Mlada Bosna đề ra nhiệm vụ ám sát Ferdinand trong chuyến thăm Sarajevo. Có sáu người lên kế hoạch thực hiện vụ ám sát này.
Ngày 28 tháng 6 năm 1914, Franz Ferdinand đến Sarajevo bằng tàu hỏa theo lời mời của Toàn quyền Bosnia Oskar Potiorek. Đoàn xe gồm sáu chiếc rời ga hướng về trung tâm thành phố. Một thành viên đội ám sát Nedelko Chabrinovich ném trượt lựu đạn vào xe thái tử và bị cảnh sát bắt. Âm mưu ám sát dường như đã thất bại. Sau bài phát biểu tại tòa thị chính, Franz Ferdinand bày tỏ mong muốn đến bệnh viện thăm những người bị thương trong vụ ám sát bất thành. Tài xế đi nhầm đường, khi được thông báo đã từ từ quay đầu xe. Đúng lúc ấy, một thành viên đội ám sát khác là Gavrilo Princip phát hiện ra chiếc xe chở thái tử và vương phi, chạy đến và dùng súng lục bắn vào ô tô: phát đầu tiên trúng vương phi, phát tiếp theo trúng Ferdinand. Princip bị đám đông vây bắt và đánh đập dã man (sau này phải cắt cụt tay).
Ngay sau vụ ám sát, Sarajevo nổ ra cuộc thanh trừng người Serb. Tất cả sáu người chủ mưu bị bắt. Trong quá trình thẩm vấn, một thành viên khai rằng chính phủ Serbia cung cấp vũ khí cho vụ ám sát. Điều này đã dẫn đến việc nhà chức trách Áo buộc tội Serbia giúp đỡ và hỗ trợ những kẻ khủng bố.

### Khủng hoảng tháng bảy
Quay trở lại năm 1913, Áo-Hung cố gắng tiến hành chiến tranh chống lại Serbia nhằm loại bỏ kẻ thù chính đe dọa sự thống trị của Áo ở Balkan, nhưng lại không đủ lý do để tuyên chiến. Vụ ám sát Thái tử Ferdinand là cơ sở cho Áo thực hiện điều này. Một ngày sau vụ ám sát, Ngoại trưởng Áo Berchtold viết thư cho Thủ tướng Hungary Bá tước Tisza về ý định "dùng tội ác Sarajevo để xử lý Serbia". Hoàng đế Áo Franz Joseph I tranh thủ sự ủng hộ từ đồng minh chính của mình là Đức. Ngày 5 tháng 7, hoàng đế Đức Wilhelm II đảm bảo rằng Berlin sẽ ủng hộ Vienna. Ngày 19 tháng 7, chính phủ Áo cuối cùng đã quyết định chiến tranh với Serbia.
Ngày 23 tháng 7, Áo-Hung đưa ra tối hậu thư 10 điểm yêu cầu Serbia phản hồi trong 48 giờ. Các điểm tối hậu thư hoàn toàn không thực tế và được soạn thảo theo cách Serbia chắc chắn sẽ không đáp ứng như yêu cầu làm nhục quốc thể, từ đó làm bùng phát các hành động thù địch. Đoạn thứ năm tối hậu thư có nội dung: "Cho phép các cơ quan nhà nước Đế quốc Áo-Hung hoạt động trên lãnh thổ của Serbia để trấn áp bất kỳ hoạt động chống Áo nào." Điều này đã vi phạm chủ quyền và Hiến pháp Serbia.
Phía Serbia chấp nhận tối hậu thư (có bảo lưu điểm thứ năm) ngoại trừ điểm thứ sáu, cụ thể là từ chối đại diện của Áo tham gia điều tra vụ ám sát Sarajevo. Việc khước từ một điểm được Áo coi như bác bỏ toàn bộ tối hậu thư. Đại sứ Áo-Hung rời Beograd đồng nghĩa với việc cắt đứt quan hệ ngoại giao. Đế quốc Nga thực hiện một số nỗ lực thuyết phục Áo đàm phán dựa trên phản ứng của Serbia. Anh, Pháp và Ý đề nghị Vienna đưa vấn đề này ra thảo luận tại hội nghị tứ cường. Nhưng Áo thẳng thừng từ chối. Hoàng thân nhiếp chính Serbia Aleksandar I kêu gọi Hoàng đế Nga Nikolai II ủng hộ và nhận được đảm bảo Nga sẽ không để Serbia gặp khó khăn.
Sau khi bác bỏ các đề nghị hoà bình, ngày 28 tháng 7 năm 1914, Áo-Hung tuyên chiến với Serbia. Ngày 29 tháng 7, Nikolai II ra lệnh tổng động viên ở Nga. Đức yêu cầu Đế quốc Nga ngừng chuẩn bị quân sự. Ngày 30 tháng 7, trong nỗ lực cuối giữ hòa bình, Nikolai II hủy bỏ tổng động viên nhưng Áo-Hung vẫn kiên quyết bác bỏ đề nghị đàm phán. Ngày 31 tháng 7, Franz Joseph I ký sắc lệnh tổng động viên ở Áo-Hung.
Đức tuyên chiến với Nga ngày 1 tháng 8 năm 1914, với Pháp ngày 3 tháng 8. Ngày 4 tháng 8, Đế quốc Anh tuyên chiến với Đức. Chiến tranh thế giới thứ nhất bắt đầu.

## Đặc điểm chiến trường Balkan
Chiến trường Balkan bao gồm các lãnh thổ của Montenegro, Albania, Serbia và một phần của Bulgaria và Hy Lạp. Giới hạn phía bắc là sông Sava và sông Danube, phía đông là đường Lom-Palanka, Sofia, Kavála, ở phía nam là biển Aegea từ Kavála đến vịnh Thessaloniki, còn phía tây là biển Adriatic. Chiến trường trải dài 400 km và rộng 300 km.
Địa hình chính là đồi núi, chỉ có đồng bằng nhỏ hẹp ven sông và bờ biển. Phía tây có những ngọn núi khá cao tới 2600 m. Phần trung tâm của mặt trận (lãnh thổ Serbia) là vùng núi có độ cao 1000–1500 m. Phía tây Sofia, dãy núi Balkan có độ cao 2400 m.
Với mặt trận Serbia từ sông Drina đối đầu Áo-Hung hoặc từ sông Timok đối địch Bulgaria, các chân núi tạo thành một loạt mũi nhọn theo hướng nam-bắc đến sông Danube cho phép quân đội Serbia tạo nên các tuyến phòng thủ chủ động. Các khu vực khó tiếp cận nhất của mặt trận là phía đông và phía tây. Do đó, hoạt động chính sẽ phát triển theo hướng trung tâm đến Beograd và Thessaloniki.
Các con sông quan trọng nhất trên mặt trận Balkan là sông Danube cùng phụ lưu Sava và Drina. Sông Danube gần Beograd có chiều rộng 1500–1900 m, độ sâu tới 14 m nên rất khó vượt qua. Bờ sông Danube và sông Sava phía Serbia đều rất thuận tiện cho việc phòng thủ tích cực gần 400 km. Phần trung tâm mặt trận có những sông nhỏ hơn là Morava, Vardar và Struma.
Như vậy, do tính chất đồi núi, đường liên lạc quá xa, thiếu lương thực, thiếu đạn dược nên hoạt động diễn ra trong điều kiện khó khăn. Ngoại trừ một số khu vực gần bờ biển Aegea, vùng tác chiến là đồi núi. Vùng chiến sự nghèo nàn nên phải dựa vào nguồn quân lương đưa từ bên ngoài vào. Ngoài ra, do không có ngành công nghiệp quân sự nên Serbia phải phụ thuộc vào đồng minh và liên tục yêu cầu cung cấp vũ khí, đạn dược, quân phục và thuốc men.

## Lực lượng và kế hoạch các bên

### Lực lượng
Áo-Hung
Chuẩn bị đánh Serbia, Đế quốc Áo-Hung huy động 239,5 tiểu đoàn và 37 phi đội, 516 pháo và 392 súng máy. Oskar Potiorek được cử làm tổng tư lệnh các lực lượng Áo-Hung ở Balkan.
- Tập đoàn quân số 2 (chỉ huy Eduard von Böhm-Ermolli) - dọc theo sông Sava và sông Danube (ở cả hai phía Beograd; không tham gia chiến sự Balkan và được chuyển đến Galicia với hầu hết vũ khí)
- Tập đoàn quân số 5 (chỉ huy Liborius von Frank) - dọc theo tả ngạn sông Drina trước khi đổ vào sông Sava (80.000 quân)
- Tập đoàn quân số 6 (chỉ huy Oskar Potiorek) - ở Bosnia, giữa Sarajevo và biên giới Serbia (60.000 quân)

Tổng số: 200.000 quân
Serbia
Serbia triển khai bốn tập đoàn quân, gồm 247.000 quân và 610 pháo (40 trọng pháo, 180 khẩu cũ) và hơn 246 súng máy. Hoàng thân nhiếp chính Aleksander I trở thành Tổng tư lệnh quân đội Serbia, nhưng trên thực tế, chỉ huy là Tổng tham mưu trưởng Tướng Radomir Putnik.
- Tập đoàn quân số 1 (do tướng Petar Bojović chỉ huy) - quân chủ lực tập trung ở khu vực Palanka, Racha, Topola.
- Tập đoàn quân số 2 (do tướng Stepa Stepanović chỉ huy) - tập đoàn quân cơ động được triển khai tại khu vực Beograd.
- Tập đoàn quân số 3 (do tướng Pavle Jurišić Šturm chỉ huy) - tập đoàn quân cơ động được triển khai tại khu vực Valjevo.
- Tập đoàn quân Užice (do tướng Miloš Božanović chỉ huy) - kiểm soát thung lũng Thượng Morava từ phía tây và thông với Montenegro.[31]

Montenegro
Montenegro triển khai 45.000-60.000 quân, 100 pháo dã chiến và 100 sơn pháo. Quân đội Montenegro do vua Montenegro Nikola I chỉ huy, tướng Serbia Božidar Janković làm tổng tham mưu trưởng.
- Sư đoàn Pljevlja (do tướng Luka Goinich chỉ huy) - nằm ở phía đông Pljevlja.
- Sư đoàn Hercegovina (do Serdar[32] Janko Vukotić chỉ huy) - triển khai trên biên giới Hercegovina.
- Sư đoàn Lovcen (do Mitia Martinovich chỉ huy) - trong khu vực Lovcen.
- Sư đoàn "Staraya Serbia" (do Chuẩn tướng Radomir Vesovic chỉ huy) - triển khai ở biên giới Albania.

Tổng số Serbia và Montenegro: 300.000 quân

### Kế hoạch và triển khai quân
Kế hoạch tấn công ban đầu vào Serbia được Bộ chỉ huy Áo-Hung đưa ra bằng việc triển khai ba tập đoàn quân. Mục tiêu là xâm lược Serbia và Montenegro đồng thời tiêu diệt quân đội Serbia. Tuy nhiên, Đức yêu cầu Áo-Hung tập trung lực lượng chống lại Đế quốc Nga. Trong điều kiện đó, Áo-Hung vội chuyển Tập đoàn quân số 2 (190.000 quân) đến Đông Galicia chiến đấu với quân Nga.

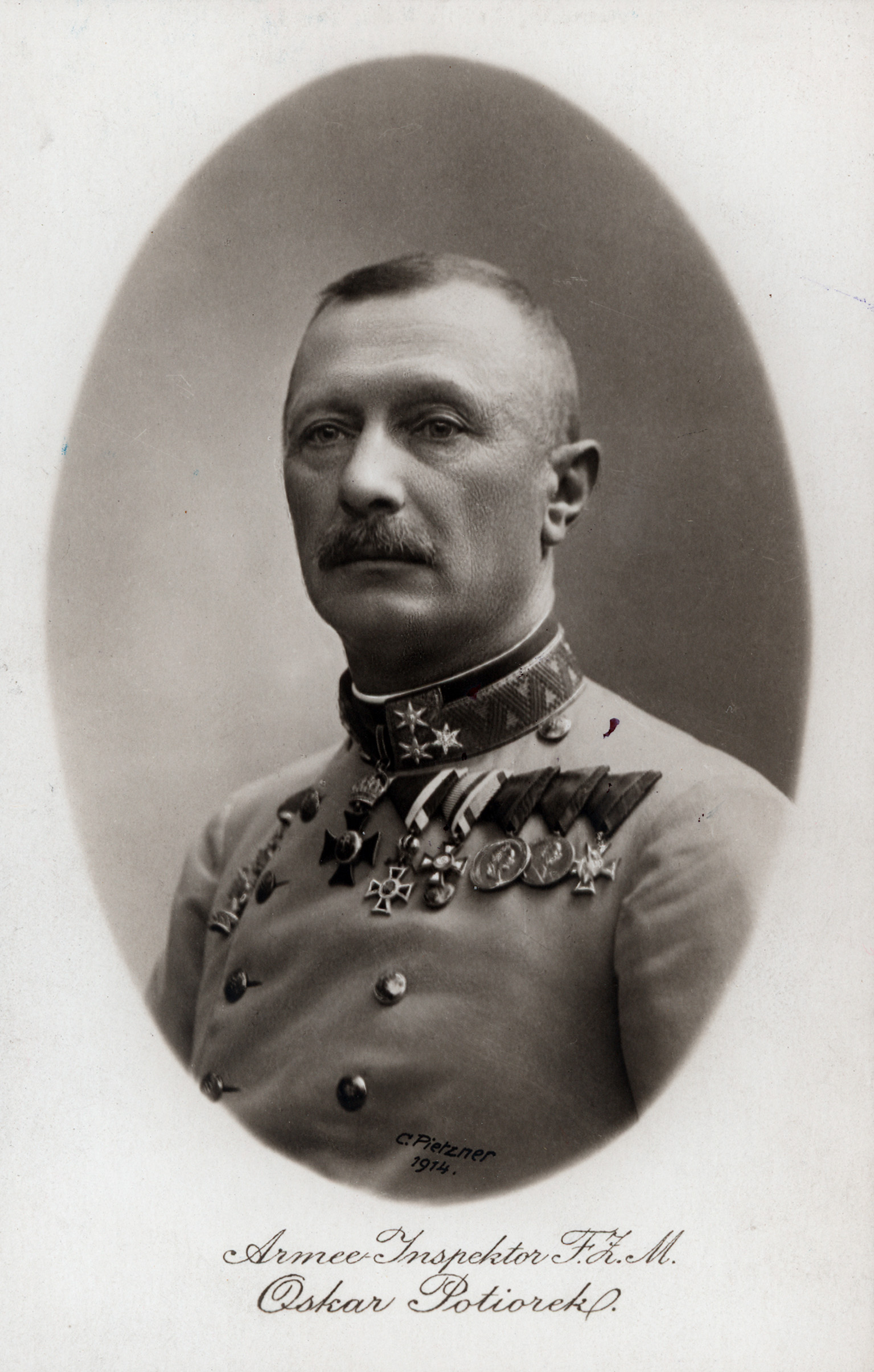
Tư lệnh quân Áo-Hung tướng Oskar Potiorek

Vì lý do này, tướng Potiorek chỉ huy lực lượng Áo-Hung tại Balkan đã thông qua kế hoạch tấn công mới nhằm vào Serbia và Montenegro. Quân đoàn 7 ở hạ lưu Sava thực hiện các hoạt động đánh lạc hướng. Đòn tấn công quyết định từ Drina sẽ do các quân đoàn 4, 8, 13 và một phần quân đoàn 15, 16 đảm trách. Phần còn lại của quân đoàn 15 và 16 sẽ triển khai đương đầu với quân đội Montenegro. Quân đoàn 9 đóng dự bị. Có được mạng lưới đường sắt tốt ở Banat, Bộ chỉ huy Áo-Hung có thể triển khai quân chủ lực đánh chiếm Beograd và tiến sâu vào Serbia theo hướng trung tâm, dọc theo các thung lũng sông Kolubara và Morava để chiếm lấy "kho vũ khí" chính là Kragujevac. Nhược điểm của kế hoạch là quân Áo-Hung sẽ phải vượt qua các phòng tuyến khó khăn tại sông Danube và sông Sava. Phương án thứ hai là tấn công từ phía sông Drina sẽ hành quân thuận tiện hơn. Nếu thực thi, quân Áo sẽ che được hai bên sườn và giảm nguy cơ bị kẹp từ hai phía. Tuy nhiên, trong khu vực Drinska, đường xấu và địa hình đồi núi thuận lợi cho người Serb phòng thủ.

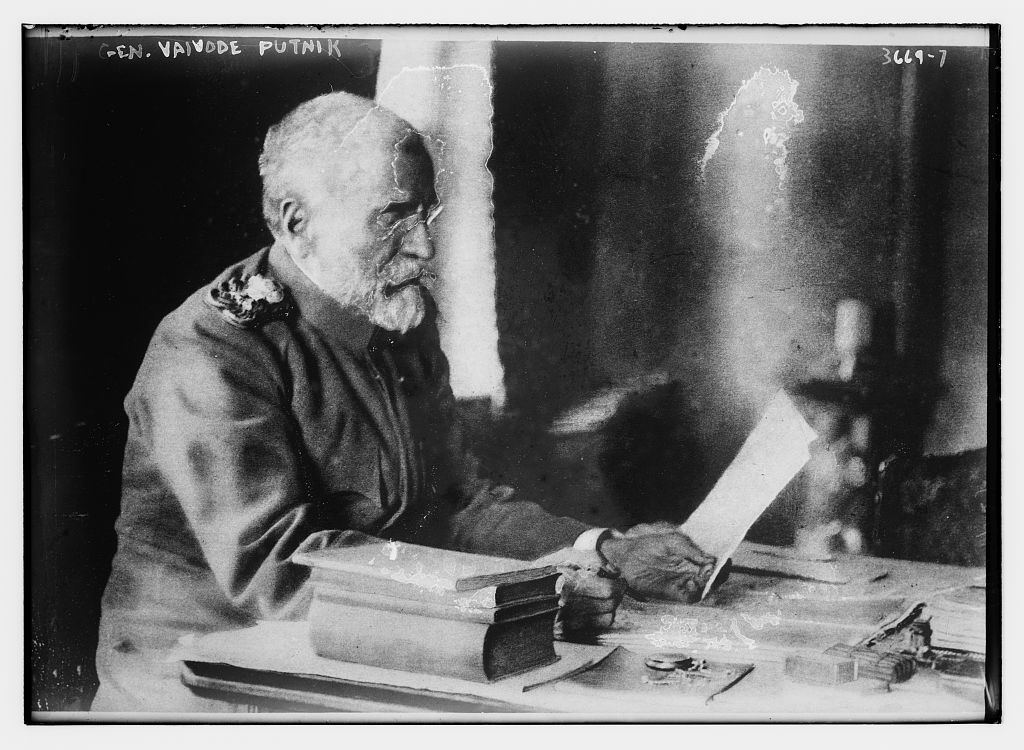
Chỉ huy Lực lượng Serbia Thống chế Radomir Putnik

Sau Chiến tranh Balkan, các lực lượng vũ trang Serbia được tổ chức lại hoàn toàn, số sư đoàn tăng từ 5 lên 10. Vào đầu chiến tranh, Serbia có thể triển khai 12 sư đoàn bộ binh và một sư đoàn kỵ binh chia thành bốn tập đoàn quân. Kế hoạch của Bộ chỉ huy Serbia đưa ra hai lựa chọn:
- Đánh Áo-Hung;
- Liên minh Nga đánh Áo-Hung

Quân đội Serbia bắt đầu triển khai bốn tập đoàn quân: thứ nhất phòng ngự dọc bờ sông Danube, thứ nhì tập trung tại Beograd, thứ ba bố trí ở khu vực Valjevo, thứ tư bố trí tại Thượng Morava và liên kết với quân Montenegro. Như vậy, trong số 12 sư đoàn bộ binh và một sư đoàn kỵ binh, tám sư đoàn cơ động nhận nhiệm vụ bảo vệ các tuyến phòng thủ tự nhiên dựa trên sông Danube, sông Sava và sông Drava, các sư đoàn còn lại phụ trách phòng tuyến tự nhiên phía Bulgaria là sông Timok, sông Morava và sườn núi nằm giữa hai nhánh sông. Do Áo đe dọa từ phía bắc (sông Danube và sông Sava) lẫn phía tây (sông Drina), quân đội Serbia phải đón đánh ở cả hai hướng, tập trung tập đoàn quân cơ động gồm 8 sư đoàn ở giữa để đề phòng bị kẹp từ hai phía.
Khi biết Áo-Hung đang phải đối đầu trên hai mặt trận (Serbia và Nga), Bộ chỉ huy Serbia không loại trừ khả năng sẽ mở cuộc tấn công ở sông Sava và Kolubara gần Šabac. Ngày 9 tháng 8, tư lệnh Tập đoàn quân Serbia số 2 thậm chí còn được lệnh tiến hành trinh sát khu vực này. Tuy nhiên, những nỗ lực của quân đội Serbia tiến đánh Srem và Bosnia đều bất thành.
Quân đội Serbia có nguồn nhân lực và vật lực hạn chế, tối đa chỉ có thể huy động 247.000 quân. Tuy thua kém quân Áo về quân số, Serbia lại có vị trí thuận lợi.
Montenegro triển khai 6.000 quân tại sanjak Novopazar, 29.000 quân dọc theo biên giới phía tây với Áo-Hung, trong khi giữ quân chủ lực lại trong nước.
Bố trí quân hợp lý cùng tác chiến du kích dã chiến nên tuy bị xa cách đồng minh và thiếu hụt vật tư đạn dược, quân Serbia và Montenegro vẫn kháng cự được Áo-Hung trong thời gian dài.

### Vũ trang
Quân đội Serbia không có đủ thời gian để phục hồi sau hai cuộc chiến tranh Balkan như bổ sung đạn dược hay mua vũ khí mới. Bộ binh Serbia được trang bị súng trường Mauser cỡ 7 × 57 mm. Vũ khí, đạn dược và vật tư khác thiếu hụt trầm trọng. Nhiều loại pháo đã lỗi thời nhưng quân đội Serbia vẫn có 48 trọng pháo. Serbia cũng không có không quân và hải quân hay phát triển ngành công nghiệp quốc phòng.
Serbia được cung cấp trang bị vũ khí tốt hơn Áo-Hung. Cũng giống như các quân đội châu Âu khác, vũ khí và đạn dược Serbia đủ dùng cho 3-4 tháng chiến tranh. Đến ngày 16 tháng 8 năm 1914, Đế quốc Nga chi viện 93 triệu băng đạn và 113 nghìn súng trường. Quân Áo chiếm ưu thế hoàn toàn về việc tổ chức quân đội như bố trí sở chỉ huy, quản lý hậu phương, đóng quân, thông tin liên lạc giữa các đơn vị. Về quân y và các lực lượng đặc nhiệm cũng vậy.
Bộ binh Montenegro được trang bị súng trường Mosin. Giống như Serbia, Montenegro không có không quân và ngành công nghiệp quân sự. Song Montenegro lại có khoảng 100 sơn pháo, rất quan trọng với điều kiện chiến sự trên núi. Montenegro cũng không có hạm đội nào nên từ những ngày đầu tiên, hạm đội Áo đã dễ dàng phong tỏa bờ biển Montenegro.
Bộ binh Áo thua kém bộ binh các nước Balkan về trang bị kỹ thuật, thậm chí còn không có quân phục bảo vệ. Bộ binh Áo-Hung được trang bị súng trường Mannlicher 1895, súng lục Rota. Súng máy là loại Schwarzlose. Tuy nhiên, quân đội Áo có máy bay và hạm đội Áo hoàn toàn đảm bảo việc phong tỏa bờ biển Montenegro cũng như hỗ trợ bộ binh trong các cuộc hành quân ven biển. Ngoài ra còn có một đội tàu nhỏ hoạt động trên sông Danube. Quân Áo tập trung một lượng lớn pháo binh nhưng sơn pháo đã lỗi thời. Áo-Hung có ngành công nghiệp quốc phòng riêng nên trong suốt chiến tranh không hề bị thiếu đạn dược. Tuy nhiên, pháo binh Áo-Hung tham chiến chỉ với 500 viên đạn mỗi khẩu, khác biệt lớn so với pháo binh các nước khác. Ngay từ những trận đánh đầu tiên đã bị hết đạn pháo và tình trạng này kéo dài suốt cuộc chiến dù đã nỗ lực sản xuất và vận động cả công nghiệp dân sự tham gia. Nói chung, pháo binh Áo-Hung chắc chắn thiếu đạn pháo so với các nước khác.

## Diễn biến năm 1914

### Khơi mào chiến sự

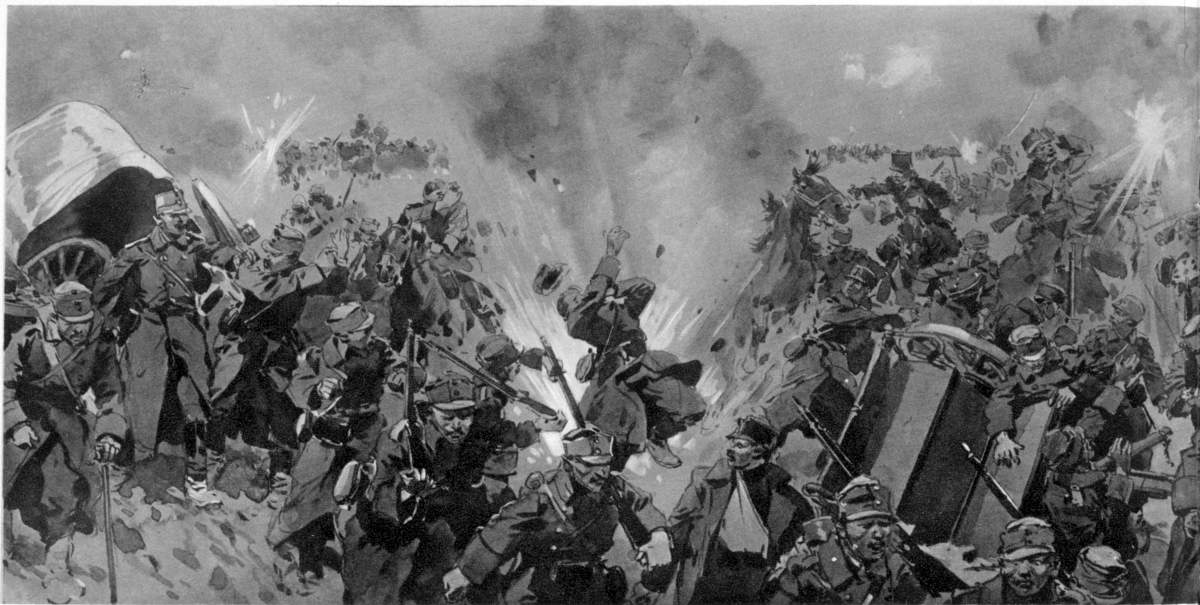
Quân đội Áo dưới hỏa lực của pháo binh Serbia

Chiến sự trên Mặt trận Balkan bắt đầu vào ngày 28 tháng 7 năm 1914. Ngay sau khi tuyên chiến, pháo binh Áo và hạm đội Danube của hải quân Áo-Hung bắt đầu pháo kích vào Beograd. Sau khi tập trung đủ binh lực, Áo tổng tấn công vào ngày 12 tháng 8. Ở sườn bắc, Tập đoàn quân số 2 của Áo chưa kịp tham chiến đã bị điều về Galicia ở Mặt trận phía Đông. Ngày 15 tháng 8, quân Áo chiếm Šabac. Chủ lực Tập đoàn quân số 5 và số 6 dựng cầu vượt sông Drina. Quân Áo mất bốn ngày để vượt sông Drina.
Khi ấy, các Tập đoàn quân số 2 và số 3 của Serbia đang tiến về phía quân Áo-Hung. Ngày 16 tháng 8, giao tranh diễn ra tại làng Slatina ở Šabac. Quân đội Serbia cầm chân và đánh bật các đơn vị Áo-Hung. Tập đoàn quân số 3 Serbia chiến đấu ngoan cường nhưng phải rút lui ở một số vị trí. Trong những ngày kế tiếp, phía Serbia bổ sung các đơn vị còn lại và phá vỡ quân Áo-Hung tại Loznica. Áo-Hung lâm vào tình thế bất lợi và phải rút lui trên toàn mặt trận vào ngày 19 tháng 8. Đồng thời Áo-Hung phải hoãn tấn công để điều chuyển các đơn vị của Tập đoàn quân số 2 tới Galicia.
Ngày 20 tháng 8, quân Serbia bắt đầu truy đuổi quân Áo-Hung đang rút lui. Ở vài nơi, hậu quân Áo đã kìm chân được Serbia nhưng một số vị trí từ rút lui biến thành tháo chạy. Ngày 24 tháng 8, quân Áo-Hung bị đánh lui về sông Sava và sông Drina. Quân Serbia bắt được 50.000 tù binh, 50 pháo, 150 băng đạn, một lượng đáng kể súng trường, xe kéo, quân trang và lương thực. Quân Serbia đã đẩy lùi được đợt tấn công đầu tiên của Áo-Hung. Tuy vậy, Serbia cũng chịu tổn thất đáng kể trong trận này, bị loại khỏi vòng chiến 15.000 quân.
Chiến thắng Cer có tầm quan trọng chiến lược đối với Entente. Trong lúc diễn ra những giao tranh ác liệt tại Galicia thì một số đơn vị của Tập đoàn quân Áo số 2 của Áo vẫn đang bị cầm chân ở Balkan, góp phần dẫn tới phòng tuyến Áo tại Galicia sụp đổ.

### Chiến sự tiếp diễn

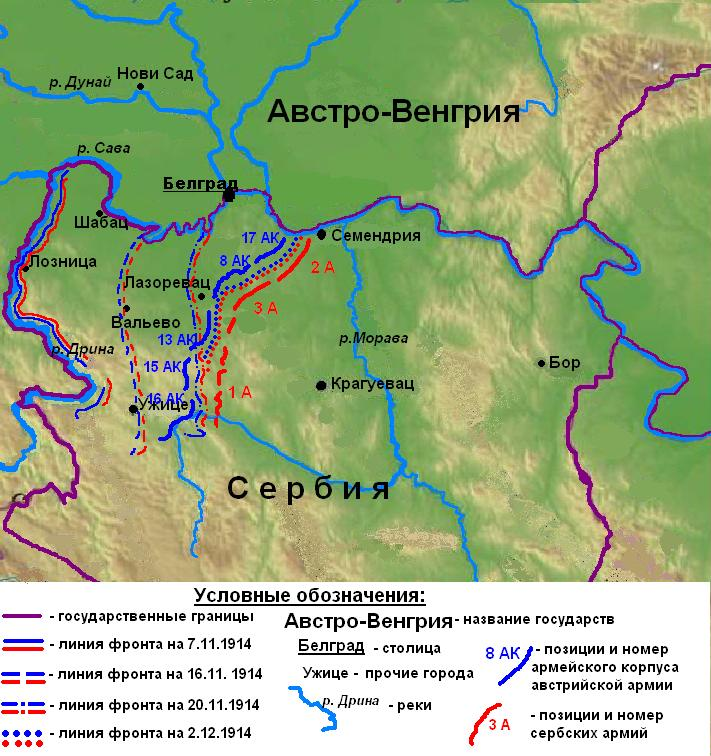
Tình hình ở mặt trận Serbia trước khi quân đội Serbia phản công

Sau thất bại tại Cer, quân Áo bắt đầu chuẩn bị cho cuộc tấn công thứ nhì. Quân Serbia cố gắng tiến hành tấn công nhưng tại Mitrovica, Zemun và Sarajevo buộc phải lùi về vị trí ban đầu. Sau khi tập hợp lại lực lượng, ngày 7 tháng 9, Áo-Hung phát động một cuộc tấn công mới nhằm vượt qua quân Serbia từ mặt tây nam.
Đêm 8 tháng 9, quân Áo định vượt Sava nhưng ngay lập tức bị quân Serbia chặn lại. Sau những trận giao tranh ác liệt, quân Áo dù nỗ lực nhưng không thành công. Ở sườn nam, quân Áo định chiếm các rặng núi ở hữu ngạn sông Drina nhưng quân Serbia chống trả quyết liệt. Áo-Hung duy trì tấn công cho đến ngày 6 tháng 11, quân Serbia buộc phải rút lui do thiếu đạn dược.
Ngày 7 tháng 11, dưới mối nguy bị tràn ngập, quân Serbia rút về tuyến phòng thủ mới. Ngày 14 tháng 11, quân Áo chiếm Valjevo. Đồng thời, quân Áo cố gắng tập trung đánh vào thung lũng Morava nhưng sáu tiểu đoàn Áo-Hung vượt sông Danube tại Smederevo đã bị tiêu diệt hoàn toàn. Quân Áo-Hung trên lãnh thổ Serbia bắn giết và gây tội ác với dân thường.
Như vậy, dù quân Serbia chống cự quyết liệt, quân Áo vẫn tiến lên và gây sức ép lên Drina. Dưới áp lực đe dọa bị bao vây cũng như thiếu thốn đạn dược, súng ống, quân trang (lính Serbia thiếu cả giày), quân Serbia bắt đầu rút về các tuyến phòng thủ mới kết hợp xen kẽ phản công.
Tháng 10 năm 1914, các thành viên VMRO bắt đầu chiến tranh du kích trên phần lãnh thổ Serbia chiếm được từ Vardar Macedonia trong Chiến tranh Balkan lần thứ hai. Tháng 11 năm 1914, VMRO ở Macedonia thuộc Serbia hoạt động rất mạnh. Quân Serbia đáp trả bằng các hành động trừng phạt lên dân thường. Komitaji Bulgaria chỉ hoạt động trên phần lãnh thổ do Serbia chiếm đóng mà không động đến phần của Hy Lạp chiếm đóng để ngăn Hy Lạp lấy cớ chống lại Bulgaria.

### Trận Kolubara

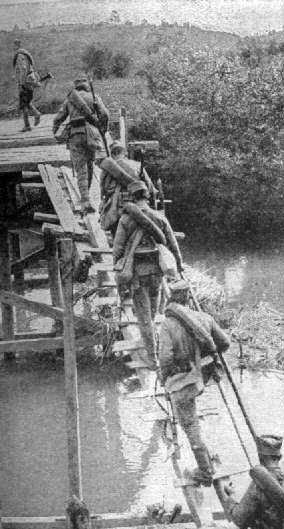
Binh lính Serbia trong trận Kolubara

Quân Áo tiếp tục tấn công. Ngày 16 tháng 11, các đơn vị của Tập đoàn quân Áo-Hung số 5 và 6 tấn công nhằm chiếm lấy tuyến đường sắt Obrenovac - Valjevo. Tập đoàn quân Áo số 5 chiếm được Lazarevac và đẩy lùi Tập đoàn quân Serbia số 2. Ngày 24 tháng 11, Tập đoàn quân Áo số 5 chiếm được cao điểm Mallen. Ngày 25 tháng 11, Tập đoàn quân Áo số 5 đánh lui các Tập đoàn quân Serbia số 2 và số 3, vượt sông Ljig đến đối đầu với Tập đoàn quân Serbia số 1. Trước tình hình đó, tướng Serbia Živojin Mišić đề xuất rút quân về thị trấn Gornji Milanovac. Tướng Mišić muốn tập hợp lại lực lượng để phản công. Ban đầu, tổng chỉ huy quân đội Serbia Radomir Putnik không hài lòng vì kế hoạch này sẽ phải bỏ Beograd. Tuy nhiên chẳng mấy chốc, kế hoạch được chấp thuận và quân Serbia bắt đầu rút lui.
Ngày 30 tháng 11, quân Serbia rời bỏ Beograd và từ ngày 2 tháng 12, mặt trận Serbia nằm ở khoảng giữa sông Danube và Thượng Morava, dọc theo Drenie, Kosmaj, Lazarevac và sườn tây của cao nguyên Rudnik. Áo chiếm được Beograd bị bỏ rơi và cho rằng quân Serbia không còn khả năng kháng cự nữa. Chỉ huy quân Áo Oskar Potiorek quyết định dồn lực đánh bại Tập đoàn quân Serbia số 2, mà không sợ hở sườn trước Tập đoàn quân Serbia số 1 bị coi là suy yếu không còn có thể tấn công. Tuy nhiên, ngay lúc ấy, đồng minh (Pháp và Nga) bắt đầu viện trợ đến Serbia thông qua Thessaloniki và dọc theo sông Danube. Pháp gửi vũ khí và đạn dược, Nga cũng gửi vũ khí và lương thực. Viện trợ này cho phép quân Serbia tích cực tham chiến. Ý đồ quân Áo đã bị liên minh Serbia-Nga phá vỡ hoàn toàn.

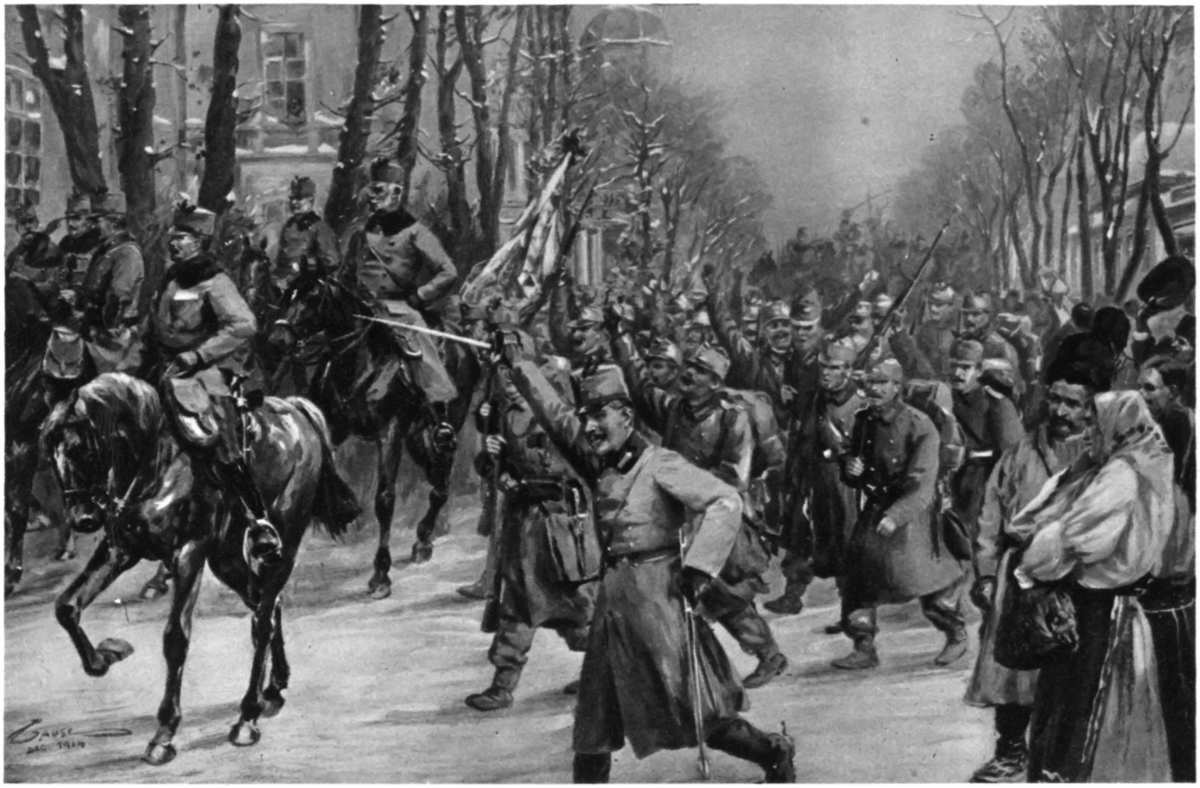
Tập đoàn quân Áo số 5 tiến vào Beograd ngày 5 tháng 12 năm 1914

Theo kế hoạch phản công của Serbia, Tập đoàn quân số 1 của tướng Mišić được cho là khởi đầu tấn công chiếm núi Suvobor, sau đó các Tập đoàn quân số 2 và số 3 tấn công tiếp. Sáng ngày 3 tháng 12, Putnik ra lệnh bắt đầu phản công, Tập đoàn quân số 1 đánh vào núi Suvobor khiến các đơn vị Áo choáng váng vì chủ quan không tin rằng quân Serbia có thể tấn công. Quân Áo chống trả được ba ngày và rút lui vào ngày 5 tháng 12. Trước thành công chắc chắn của Tập đoàn quân số 1, các Tập đoàn quân số 2 và số 3 nhập trận. Đối lại, Potiorek quyết định tấn công Tập đoàn quân Serbia số 2 nhưng tất cả các cuộc tấn công của Áo-Hung đều bị đẩy lui. Sau đó, quân Áo cố thủ ở cứ điểm kiên cố Beograd. Ngày 13 tháng 12, quân Áo bị đánh lui trở lại lãnh thổ Áo-Hung.
Ngày 15 tháng 12, quân Serbia quay về Beograd, toàn bộ lãnh thổ sạch bóng quân Áo. Tuy nhiên, quân Serbia không lợi dụng được chiến thắng để tổ chức truy kích quân Áo. Quân Serbia dừng lại ở biên giới sông Sava và sông Drina.
Tổn thất phía Serbia là 22.000 quân hy sinh và 19.000 quân bị bắt làm tù binh. Phía Áo-Hung thất bại nặng nề, thiệt mạng 28.000 quân, bị bắt 46.000 tù binh, 126 súng trường, 70 súng máy, 362 hộp đạn, 2.000 ngựa, v.v.

### Kết quả năm 1914
Sau hai thất bại năm 1914 trên Mặt trận Balkan, quân Áo không còn tích cực triển khai trên mặt trận Serbia, chỉ để lại đây hai quân đoàn, còn lại chuyển hướng về Mặt trận phía Đông tới Karpat, để phòng thủ trước quân Nga. Lực lượng Áo-Hung chịu tổn thất nặng nề trên Mặt trận Balkan năm 1914, mất 7.600 sĩ quan và 274.000 binh sĩ. Tướng Ludendorff viết trong hồi ký về sau:
| “ | ... quân Áo rút lui khỏi Serbia, bị đánh bại. Họ không còn là lực lượng chiến đấu mạnh mẽ nữa.Nguyên văn...the Austrian troops were retiring from Serbia, defeated. They were no longer a vigorous fighting instrument. | ” |

Thất bại năm 1914 của Áo-Hung giáng một đòn nghiêm trọng vào kế hoạch Áo-Đức muốn liên minh trực tiếp để kéo Đế quốc Ottoman tham chiến theo phe mình. Tướng Potiorek bị cách chức và Đại công tước Eugen trở thành chỉ huy quân Áo ở Balkan.
Trong chiến dịch năm 1914, quân Serbia đóng vai trò quan trọng đối với Entente, thu hút và giữ chân một lượng lớn quân Áo-Hung không thể chuyển sang đối đầu với quân Nga. Tuy nhiên, Serbia cũng phải trả giá khá đắt, trong điều kiện thiếu lương thực, thuốc men và quân trang trầm trọng. Thêm vào đó, sốt phát ban hoành hành trong quân ngũ. Năm 1914, Serbia mất 132.000 quân và quân số còn lại dưới 100.000 người. 50.000 quân Montenegro cũng giữ vai trò quan trọng trong các chiến dịch chống lại quân Áo.
Như vậy, chiến trường Balkan tạo nên một thế trận giằng co vào năm 1914.

## Diễn biến năm 1915
Đầu năm 1915, tình hình vẫn giữ nguyên như vậy và mặt trận Balkan tạm lắng. Đến mùa hè năm 1915, quân Serbia có thể khôi phục hiệu quả chiến đấu nhờ vào phần lớn sự hỗ trợ của đồng minh Pháp, Anh và Nga. Khi mặt trận Nga bị vỡ và quân Nga phải triệt thoái lớn khỏi Ba Lan và Galicia, Nga yêu cầu phía Serbia tổ chức tấn công để kéo một phần quân số Áo-Hung ra khỏi Galicia. Nhưng chỉ huy quân đội Serbia Radomir Putnik phúc đáp rằng Serbia không đủ lực lượng và phương tiện để tiến hành tấn công.

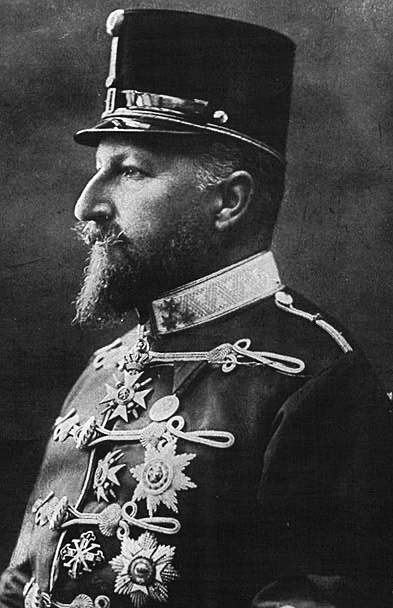
Vua Bulgaria Ferdinand I

Đồng thời, Liên minh Trung tâm cuối cùng quyết định dứt điểm Serbia và Montenegro vào năm 1915 để thiết lập quan hệ giữa Đế quốc Ottoman và các đồng minh khác trong khối. Kinh nghiệm chiến dịch năm 1914 cho thấy nếu không có Đức hỗ trợ, một mình Áo-Hung sẽ không thể thực hiện được.
Giữa hè 1915, khi Mặt trận Balkan tương đối bình yên và các hoạt động quân sự tạm lắng, khối Áo-Đức bắt đầu chuẩn bị một chiến dịch quân sự đánh Serbia. Với mục tiêu này, các nhà ngoại giao Đức lên kế hoạch khiến Bulgaria tham chiến về phe mình. Berlin đảm bảo rằng nếu tham chiến cùng với Liên minh Trung tâm, Bulgaria sẽ nhận được các phần lãnh thổ Serbia, România và Thổ Nhĩ Kỳ. Ngoài ra, tình hình khi đó, quân Áo-Đức đã chiến thắng ở Mặt trận phía Đông, quân Thổ phòng thủ thành công trước Chiến dịch Gallipoli, còn quân Pháp-Anh không thể chọc thủng Mặt trận phía Tây trước quân Đức.
Entente cũng cố gắng lôi kéo Bulgaria về phe mình cùng với đảm bảo Đông Thracia và một phần lãnh thổ Macedonia sẽ thuộc về vương quốc Bulgaria. Tuy nhiên, Entente không thể đảm bảo cụ thể về các vùng lãnh thổ ở Macedonia. Serbia (bao gồm Macedonia) không muốn cắt đất cho Bulgaria sau chiến tranh. Trong khi Đức-Áo-Hung dứt khoát đồng ý cho Bulgaria có được Macedonia, Thracia, và cả lãnh thổ România sau chiến tranh (nếu România đứng về Entente). Ngoài ra, phía Đức cũng khẳng định Đế quốc Ottoman chuyển giao phần đất dọc theo hữu ngạn sông Maritsa cho Bulgaria.
Những yếu tố này ảnh hưởng đến quyết định của Bulgaria. Tin vào chiến thắng của Liên minh Trung tâm, khi đó Bulgaria sẽ nhận được tất cả các lãnh thổ đã hứa, Sa hoàng Ferdinand I thân Đức đứng về phe Liên minh Trung tâm.
Ngày 6 tháng 9 năm 1915, tại Sofia, Bulgaria ký kết với Liên minh Trung tâm, đồng nghĩa về phe Áo-Đức tham chiến. Theo hiệp ước này, 6 sư đoàn bộ binh Đức-Áo-Hung trong vòng 30 ngày, cùng ít nhất bốn sư đoàn Bulgaria trong vòng 35 ngày, phải sẵn sàng tác chiến ở biên giới Serbia. Tướng Mackensen nắm quyền tổng chỉ huy liên quân. Tình hình Balkan biến chuyển nghiêng về phe Liên minh Trung tâm. Quân Áo-Hung và Đức có thêm quân Bulgaria được coi là một trong những đội quân tinh nhuệ nhất tại Balkan.
Entente nhận thức quá muộn về mối nguy hiểm đang đe dọa các đồng minh Balkan của mình. Chỉ đến ngày 1 tháng 10 năm 1915, Anh-Pháp mới quyết định đổ bộ Thessaloniki tại Hy Lạp và hành quân đến yểm hộ sườn phía đông Serbia. Ngày 5 tháng 10, được Hy Lạp chấp thuận, 150.000 quân Anh-Pháp bắt đầu đổ bộ. Từ ngày 5 tháng 10 đến ngày 28 tháng 11 năm 1915, ba sư đoàn bộ binh Pháp (57, 122 và 156, tổng cộng 65.000 quân) và năm sư đoàn bộ binh Anh (10, 22, 26, 27 và 28, tổng cộng 85.000 quân). Nga không thể cứu Serbia vì bị România từ chối cho quân Nga đi qua lãnh thổ.

### Chuẩn bị chiến đấu

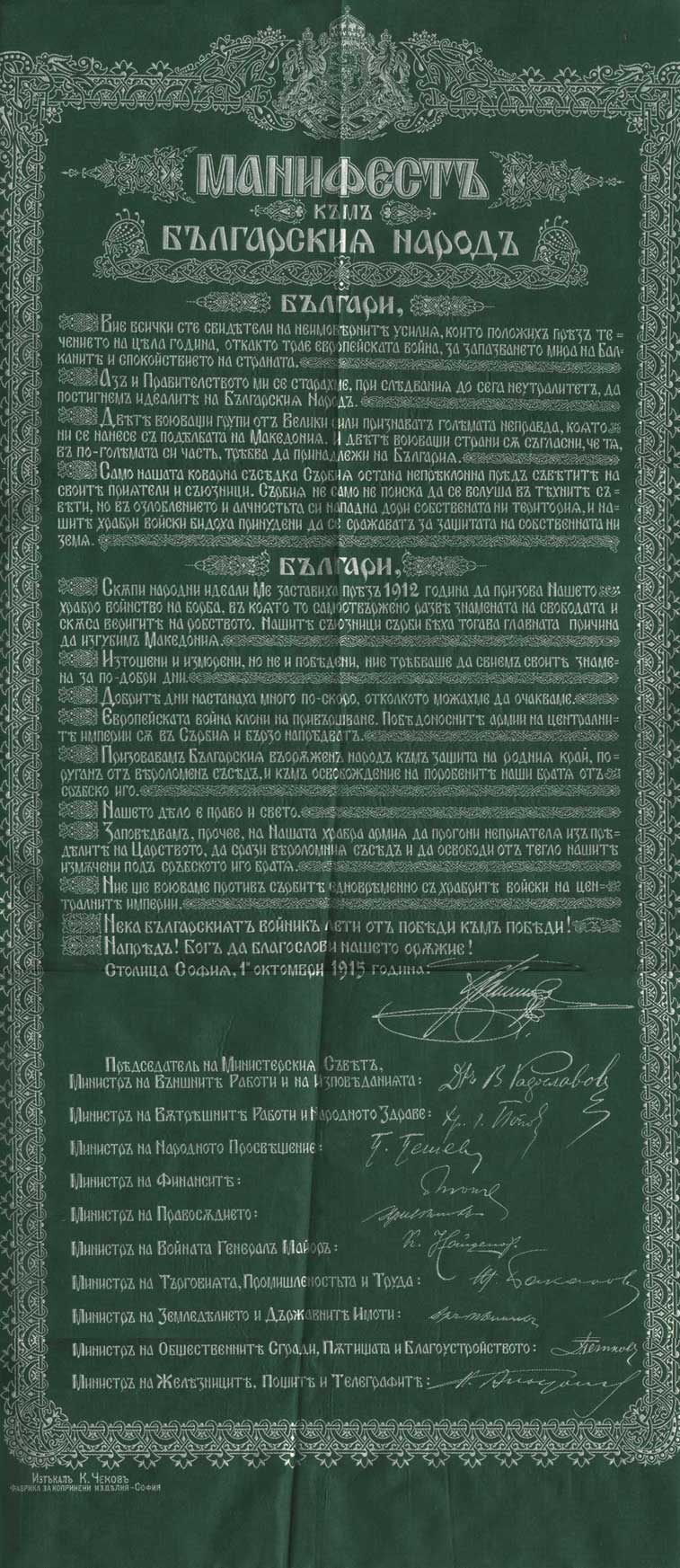
Sa hoàng Bulgaria Ferdinand I tuyên chiến với Serbia

Áo-Đức chuẩn bị chiến dịch đánh Serbia một cách cẩn thận và toàn diện, thực hiện nhiều trinh sát thăm dò, mở rộng mạng lưới đường bộ,... Kế hoạch tấn công được giữ bí mật, Liên minh Trung tâm cho rằng sẽ là một cú bất ngờ cho Serbia. Vào đầu cuộc tấn công, Áo-Đức đạt ưu thế gấp ba về quân số và trang thiết bị.
Kế hoạch Áo-Đức tấn công từ phía đông bắc và phía bắc, còn Bulgaria tấn công từ phía đông theo hướng Kragujevac và Niš để bao vây và tiêu diệt quân Serbia ngay tại trung tâm đất nước. Liên minh tập trung 14 sư đoàn Áo-Đức và sáu sư đoàn Bulgaria dưới sự chỉ huy chung của Thống chế Mackensen.
Lực lượng Áo-Đức:
- Tập đoàn quân Đức số 11 (do tướng Galwitz chỉ huy; gồm 7 sư đoàn bộ binh) được tăng cường trọng pháo.
- Tập đoàn quân Áo-Hung số 3 (tướng Kövess chỉ huy; 3 sư đoàn bộ binh Áo-Hung và 4 sư đoàn bộ binh Đức).
- Tập đoàn quân Áo-Hung số 19 (đối đầu với Montenegro).

Tổng cộng Áo-Đức lên tới khoảng 330.000 quân.
Serbia thông qua kế hoạch tác chiến như sau: một lực lượng nhỏ dựa vào phòng tuyến vững chắc là sông Sava và Danube để đương đầu với Áo-Đức, bảo vệ khu vực phía bắc của mặt trận, còn lực lượng chính dùng đánh bại quân đội Bulgaria ngay trong giai đoạn đầu, chiếm Sofia và buộc Bulgaria đầu hàng. Sau đó, toàn lực quay lại đánh Áo-Đức. Entente lúc đầu không ủng hộ kế hoạch này vì vẫn hy vọng lôi kéo được Bulgaria đứng về phía mình.
Quân Serbia gồm 12 sư đoàn với 200.000 quân, 678 pháo:
- Tập đoàn quân số 1 (do tướng Mišić chỉ huy; đóng ở hạ lưu Drina và Sava).
- Tập đoàn quân số 2 (tướng Stepanović chỉ huy; đóng tại biên giới với Bulgaria).
- Tập đoàn quân số 3 (tướng Jurišić Šturm chỉ huy; đóng tại bờ nam sông Danube).

Montenegro có khoảng 50.000 quân và 135 khẩu pháo. Quân đồng minh tham gia được cho là vào khoảng 150.000 người.
Tổng cộng, lực lượng Serbia, Montenegro và đồng minh lên tới 400.000 quân.
Serbia chỉ với 200.000 quân phải chống lại đối phương có lực lượng vượt trội (tỷ lệ 3:2). Quân Serbia cũng không có trọng pháo. Do lịch sử để lại về mâu thuẫn vương triều nên không có chỉ huy chung cho Montenegro và Serbia.

### Áo-Đức tấn công
Trưa ngày 6 tháng 10 năm 1915, Áo-Đức bắt đầu tấn công với lực lượng pháo binh hùng hậu. Hỏa lực phá hủy chiến hào, rào chắn, thành trì Serbia ngay tại giao lộ. Beograd cũng bị pháo kích khiến 5.000 thường dân thiệt mạng.
Ngày 7 tháng 10, các sư đoàn Đức và Áo-Hung tiến công. Các đơn vị của Tập đoàn quân Áo số 3 đồng thời vượt sông Danube (Quân đoàn Áo số 8) và sông Sava (Quân đoàn dự bị 22 của Đức). Quân Áo-Đức quét sạch bãi mìn để tiến lên. Đối mặt tình thế khó khăn, quân Serbia chống cự trong vô vọng. Trong ngày đầu tiên vượt sông, quân Áo-Đức dồn tới 2/3 quân lực vào các cây cầu. Các đơn vị Áo-Đức trải qua những trận đánh ác liệt với quân Serbia để giành lấy những đầu cầu. Trời tối, cuộc vượt sông lại tiếp tục. Quân Đức chiếm được đảo Ciganlija trên Sava, làm đòn bẩy cho quân tiếp viện tràn lên bờ phía Serbia. Sau khi chiếm được cầu nối đảo với bờ sông, Sư đoàn quân dự bị số 43 của Đức đột nhập vào Begrad. Ngày 9 tháng 10, tàu chở hai sư đoàn bộ binh Áo đổ bộ bên bờ phía Serbia. Giao tranh khốc liệt diễn ra trên đường phố. Quân Serbia chống trả quyết liệt nhưng đến ngày 9 tháng 10, quân Đức chiếm được Beograd. Quân Serbia buộc phải rút lui về phía nam. Ngoài ra, Quân đoàn 19 của Tập đoàn quân số 3 Áo-Hung bắt đầu vượt qua Drina và tấn công khiến quân Montenegro cũng buộc phải rút lui.
Tập đoàn quân 11 của Đức vượt sông Danube tại Rama (chính), tại Semendria (phụ) và nghi binh tại Orsova. Quân Đức gặp thời tiết xấu, mưa lớn và sự kháng cự của quân Serbia. Ngày 8 và 9 tháng 10, mưa như trút cùng với quân Serbia nã pháo dữ dội. Cơn bão ập đến làm quân Đức càng khó khăn khi cố gắng vượt sông. Ngày 17 tháng 10, sau khi bão tan, Quân đoàn dự bị số 10 tìm cách vượt sang bờ phía Serbia. Tại khu vực đồi núi giữa Beograd và Semendria, quân Serbia chặn đánh quyết liệt các đơn vị Đức. Mãi đến ngày 21 tháng 10, quân Đức mới dập được phòng tuyến kháng cự và dựng hai cây cầu để toàn bộ Tập đoàn quân 11 sang sông. Trong những ngày đầu giao tranh, quân Áo-Đức chỉ thiệt hại 10.000 người. Tập đoàn quân số 3 và 11 chỉ tiến được 10–15 km.
Quân chủ lực Serbia, tập trung ở biên giới Bulgaria, đã tập hợp lại và buộc phải giao chiến với quân Áo-Đức từ phía bắc tiến tới. Quân Montenegro cũng chống trả quyết liệt, làm chậm bước tiến của các sư đoàn Áo tại Drina. Tuy nhiên, các đơn vị Áo-Đức đã hội đủ quân và vận chuyển trọng pháo để phát động tấn công.

### Bulgaria tham chiến

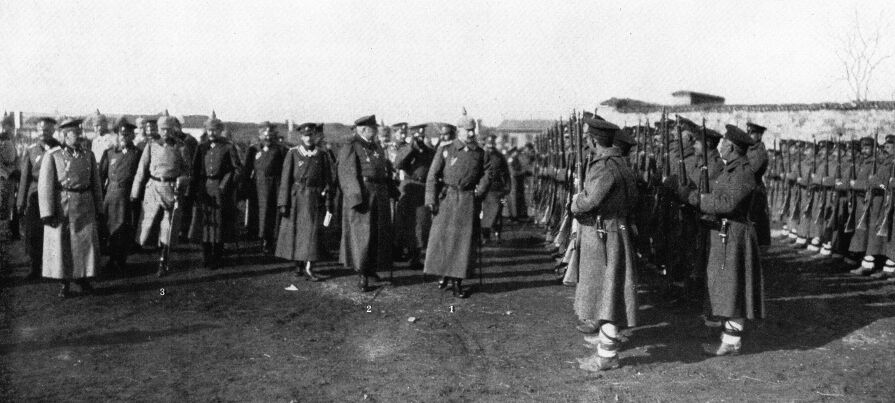
Wilhelm II, Ferdinand I và tướng Mackensen tại vùng chiếm đóng Niš

Ngày 8 tháng 10, trước tình thế khó khăn, chỉ huy quân đội Serbia Thống chế Radomir Putnik buộc phải đưa lực lượng đang canh chừng biên giới Bulgaria tham chiến. Ngày 15 tháng 10, sau khi tuyên chiến với Serbia, quân Bulgaria tràn sang tấn công.
Bulgaria triển khai hai đội quân tiến đánh Serbia:
- Tập đoàn quân số 1 (tướng Boyadzhiev chỉ huy; 4 sư đoàn bộ binh)
- Tập đoàn quân số 2 (tướng Todorov chỉ huy; 2 sư đoàn bộ binh và 1 sư đoàn kỵ binh)

Sư đoàn bộ binh số 6 tại Kula, Sư đoàn bộ binh số 5 và số 8 triển khai tại Belogradchik còn Sư đoàn bộ binh số 1 chiếm giữ các vị trí phía tây bắc Sofia. Tập đoàn quân số 1 tấn công Pirot và Niš để đánh bại Tập đoàn quân Serbia số 2. Tập đoàn quân Bulgaria số 2 (Sư đoàn bộ binh số 3, số 7 và Sư đoàn kỵ binh số 1) nhận lệnh tấn công thung lũng sông Vardar nhằm cắt đứt liên lạc giữa Serbia và Lực lượng viễn chinh Entente ở Thessaloniki.
Như vậy, nhiệm vụ của Bulgaria là đánh chiếm Niš (Tập đoàn quân số 1), tuyến đường sắt Niš-Thessaloniki (Tập đoàn quân số 2) với mục tiêu tiếp tục bao vây quân Serbia. Tuy nhiên, Tập đoàn quân Bulgaria số 2 có lực lượng yếu nhất lại phải gánh vác nhiệm vụ quan trọng nhất. Khi tách khỏi Tập đoàn quân số 1, Tập đoàn quân số 2 hoàn toàn có thể bị liên quân Anh-Pháp chọc sườn nhưng bộ chỉ huy Liên minh Trung tâm cho rằng không cần phải tăng cường cho Tập đoàn quân số 2.

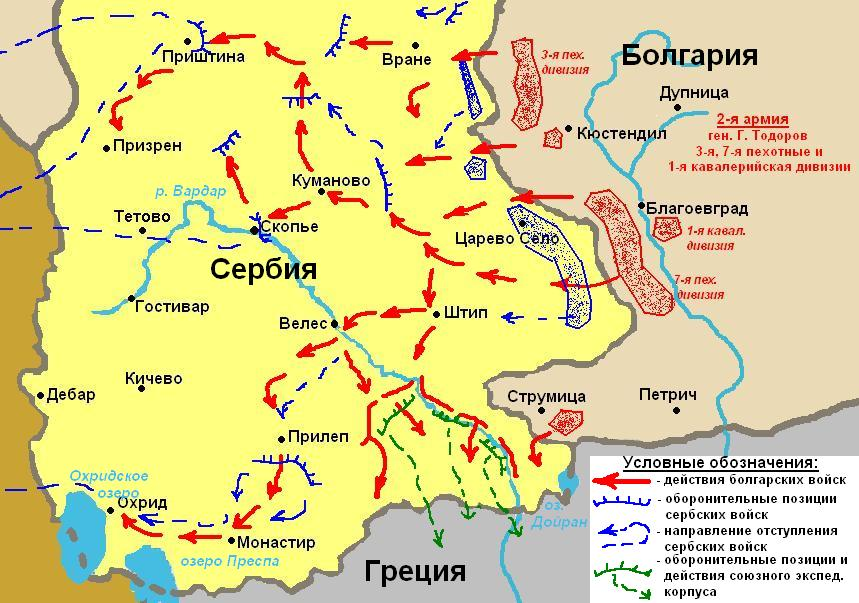
Mũi tấn công của Tập đoàn quân Bulgaria số 2

Rạng sáng 15 tháng 10, Bulgaria xâm lược Serbia. Tập đoàn quân Bulgaria số 1 của tướng Boyadzhiev vấp phải sự kháng cự ngoan cường của quân Serbia. Trận chiến kéo dài, quân Bulgaria chiếm được các vị trí kiên cố gần Pirot. Ngày 25 tháng 10, quân Serbia buộc phải rút khỏi Timok. Trái ngược, Tập đoàn quân Bulgaria số 2 của tướng Todorov không gặp nhiều trở ngại đã nhanh chóng tiến đến sông Vardar ở Macedonia. Quân Bulgaria đánh bại quân Serbia tại Kumanovo và chiếm lấy Veles. Những chiến thắng này của quân Bulgaria chia cắt quân Serbia và lực lượng đồng minh ở Thessaloniki.
Lo sợ bị bao vây, quân Serbia vừa đánh vừa rút theo hướng tây nam đến Montenegro và Albania. Quân Montenegro cũng rút lui. Các sư đoàn Áo-Đức liên tục truy kích. Quân Serbia đôi lúc phản công làm chậm đà tiến của Áo-Đức.
Quân Serbia rơi vào tình thế thảm hại. Ngày 22 tháng 10, quân Áo-Đức-Bulgaria tiếp tục tấn công. Trước những đợt tấn công dữ dội của quân số vượt trội, quân Serbia buộc phải rút lui. Ngày 5 tháng 11, quân Bulgaria chiếm Niš. Sau đó, Áo-Đức và Bulgaria kết hợp lại cùng tấn công. Cùng lúc đó, 3 sư đoàn Anh-Pháp từ Thessaloniki đến Macedonia để trợ giúp Serbia, nhưng bị Tập đoàn quân Bulgaria số 2 chặn lại gần sông Crna và phải thoái lui. Quân Bulgaria đẩy lui quân Anh-Pháp nỗ lực kết nối với quân Serbia.

### Chiến sự gia tăng
Quân Áo-Đức (bổ sung thêm sư đoàn Alps của Đức) tiếp tục tấn công từ phía bắc. Bộ chỉ huy Serbia chuyển từ Kragujevac tới Kruševac. Những trận kế tiếp, quân Serbia tổn thất nặng và vội rút lui. Tập đoàn quân Bulgaria số 2 chặn đường rút của Serbia tới Albania nên bị đánh trả quyết liệt. Quyết tâm không cho quân Serbia thoát thân, Bulgaria điều động một sư đoàn bộ binh từ Tập đoàn quân số 1 đến tăng viện. Song những cuộc tấn công tiếp theo của Bulgaria đã không thành công.
Ngày 1 tháng 12, chiến sự ở Prizren, quân Serbia bị quân Bulgaria đánh bại, chịu tổn thất nặng nề, bị bắt rất nhiều tù binh. Kết cục tương tự với các đơn vị giao chiến với Tập đoàn quân số 3 và 11 của Áo-Đức. Quân Serbia bị đánh bật khỏi Serbia. Quân Bulgaria chiếm được Ohrid, đặt quyền kiểm soát tại Vardar Macedonia. Cuối tháng 11, Áo-Hung đẩy Montenegro trở lại lãnh thổ mình và tiếp tục tấn công nhằm chiếm Cetinje.

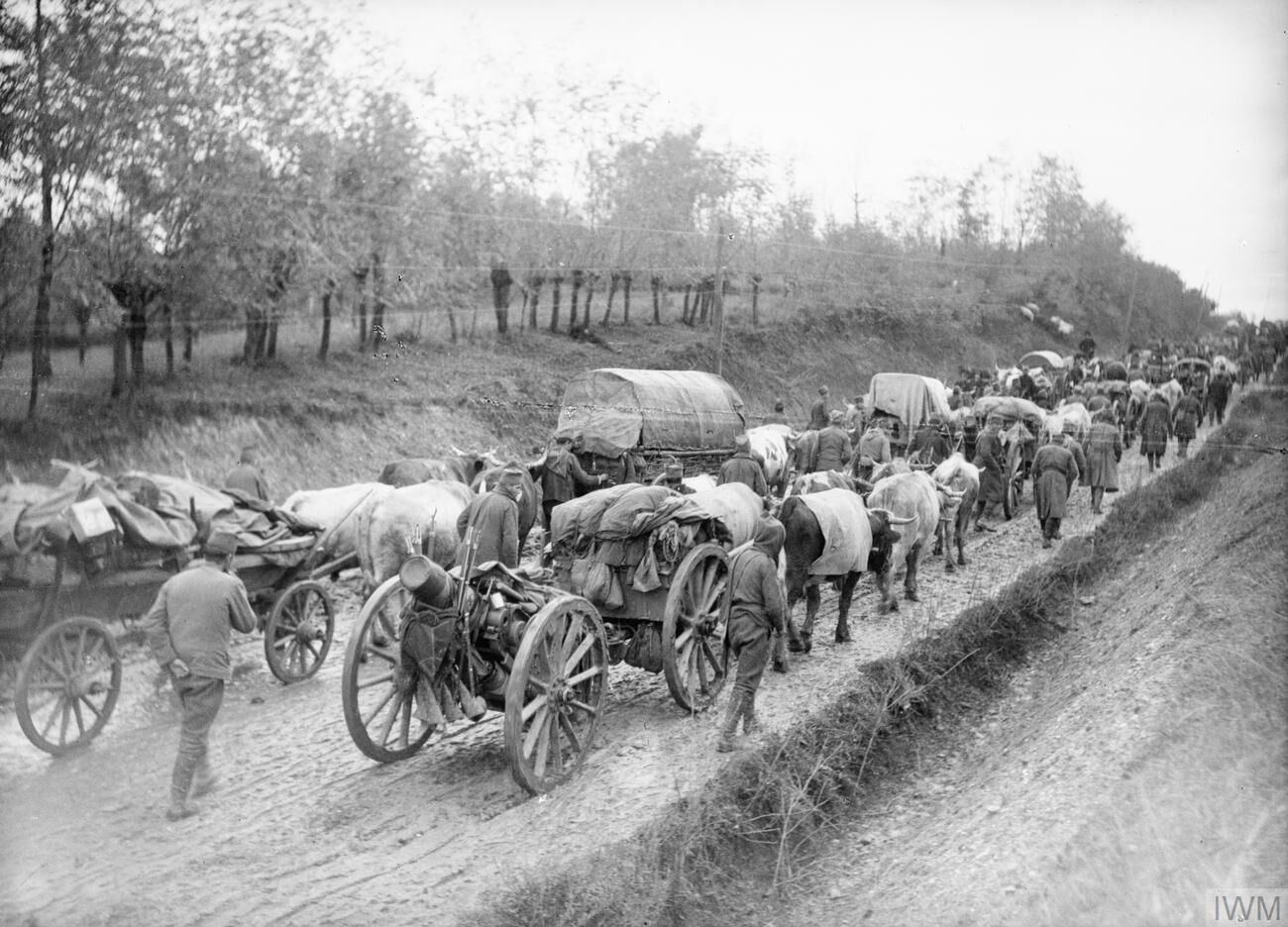
Quân đội Serbia di tản đến Albania năm 1915

Quân Serbia và Montenegro tiếp tục rút lui về phía Albania và Montenegro. Lo sợ bị quân Áo-Đức khủng bố, dân thường cũng chạy theo. Cuộc tháo chạy diễn ra trong điều kiện đường núi khó khăn. Mục tiêu là đến được bờ biển Adriatic, nơi quân đồng minh cam kết sẽ sơ tán quân dân Serbia và Montenegro.
Trong các trận sau đó, quân Serbia mất thêm 55.000 người, phải rút lui theo đường núi Albania và buộc phải phá hủy pháo và xe kéo. Ngoài việc rút lui, Serbia còn phải tìm cách sơ tán tù binh Áo-Hung (30.000 binh sĩ và 700 sĩ quan). Ngày 26 tháng 11, chính phủ Serbia sơ tán khỏi Prizren. Khoảng 150.000 người Serb sống sót sau hành trình gian khổ đến được đảo Corfu vào tháng 1 năm 1916. Toàn bộ lãnh thổ Serbia và Montenegro bị chiếm đóng.
Trong cuộc rút lui của Serbia, quân Montenegro đóng một vai trò quan trọng. Ngày 6-7 tháng 1 năm 1916, Sư đoàn Sandzak của Montenegro đánh bại lực lượng Áo-Hung vượt trội về quân số gần thị trấn Mojkovac, kiềm chế đà tấn công của đối phương, tạo điều kiện cho quân đội Serbia chạy về biển Adriatic. Nhưng quân Áo tiếp tục tấn công và quân Montenegro cũng lâm vào thế buộc phải sớm rút lui. Ngày 14 tháng 1, quân Áo chiếm Cetiǌe. Chủ lực quân Montenegro còn lại cũng bị bao vây.
Chiến dịch tấn công Serbia và Montenegro kéo dài khoảng hai tháng, kết quả là toàn bộ lãnh thổ hai nước bị quân Liên minh Trung tâm chiếm đóng. Serbia đã phải gắng sức phòng ngự thủ trước lực lượng đối phương hùng hậu. Về sau, Thủ tướng Anh Lloyd George có viết:
| “ | Serbia bị quân đồng minh bỏ mặc dù có lời hứa sẽ hỗ trợ kịp thời.Nguyên vănSerbia had been abandoned by the Allies in defiance of the solemn pledges of timely support. | ” |

Liên minh Trung tâm không dám xâm phạm biên giới của Hy Lạp trung lập, chỉ để hai đạo quân Bulgaria thêm sư đoàn Đức tăng viện đến sát biên giới.

### Di tản quân Serbia

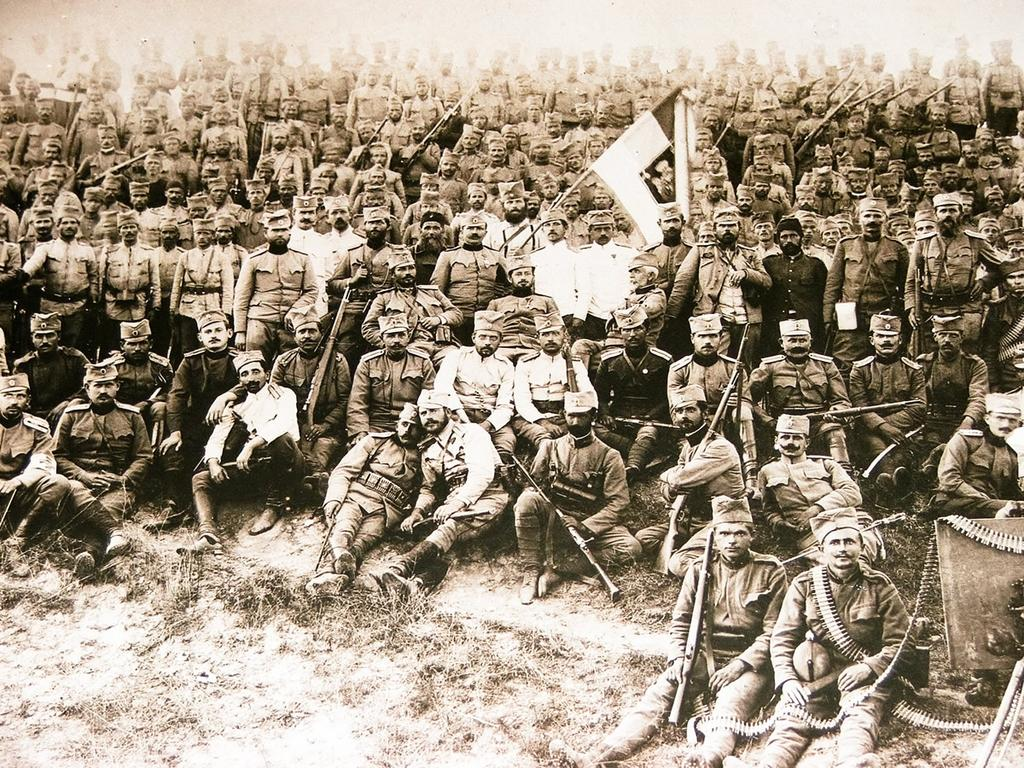
Quân đội Serbia ở Corfu

Sau khi tiến vào biên giới Albania, bộ chỉ huy Serbia dự định cho các đơn vị đang kiệt sức nghỉ tại Shkodër. Nhưng cuối tháng 12, ý tưởng này phá sản khi Tập đoàn quân Bulgaria số 2 chiếm Monastir và hướng đến Elbasan. Thêm nữa, Tập đoàn quân Áo-Đức số 3 càng đánh mạnh vào quân Montenegro đang kiệt quệ, đe dọa đến đường rút lui từ phía bắc. Sau khi quân Serbia đến bờ biển Adriatic, hạm đội Áo tích cực đánh phá các cảng Durazzo và Saint Giovani de Medua là nơi Serbia trú quân. Hạm đội và không quân Áo-Hung với căn cứ ở Kotor đã liên tục quấy rối và pháo kích. Tàu chiến và tàu ngầm Áo tấn công các tàu vận tải lương thực đến cho người Serb.
Như vậy, quân Serbia có thể bị quân Áo-Đức-Bulgaria ép xuống biển và tiêu diệt. Giữa tình thế này, Pháp quyết định đưa quân Serbia đến Brindisi rồi tới Tunisia. Tại đó, quân Serbia sẽ được tái tổ chức lại và quay lại mặt trận sau. Tuy nhiên, việc vận chuyển như vậy đòi hỏi lực lượng hải quân lớn, nên chỉ huy quân đội Pháp Joffre nhất quyết yêu cầu quân Serbia phải sơ tán đến đảo Corfu của Hy Lạp. Sau khi quyết định này được đưa ra vào ngày 12 tháng 1, quân đồng minh bắt đầu chiếm đóng đảo Corfu. Cảng Saint-Giovani de Medua nằm trong phạm vi hoạt động của hạm đội Áo, vì vậy quân đồng minh quyết định gửi các đơn vị Serbia đến Vlorë (do Ý chiếm đóng) để bắt đầu di tản. 50.000 quân Serbia trải qua hành trình 240 km đến Vlorë. Số quân Serbia còn lại được sơ tán từ Durrës.
Do mất thời gian đánh giá nơi di tản cho 250.000 người Serb đang ở Albania nên khi bắt đầu, chỉ còn 160.000 người sống sót cùng 80 khẩu sơn pháo và 15.000 gia súc. Cuộc di tản của quân Serbia đến Corfu kết thúc vào ngày 26 tháng 2 năm 1916. Trên đảo cũng không thể thiết lập nguồn cung cấp lương thực trong một thời gian dài khiến nhiều người chết vì đói và kiệt sức. Tháng 2 năm 1916, tàn quân Serbia được tổ chức lại và sẵn sàng để gửi đến Mặt trận Thessaloniki vào tháng 4 năm 1916. Quân Serbia theo đường biển đến Thessaloniki vào ngày 30 tháng 5 năm 1916.

### Kết quả năm 1915

Serbia và Mặt trận Serbia năm 1915
Lãnh thổ Áo-Hung chiếm đóng
Lãnh thổ sáp nhập Bulgaria

Kết quả chiến sự năm 1915, lãnh thổ Serbia và Montenegro bị Liên minh Trung tâm chiếm đóng. Chiến thắng Balkan năm 1915 mang lại lợi ích to lớn cho Liên minh Trung tâm với mặt trận trải dài từ Baltic đến Địa Trung Hải. Đức có thể liên kết trực tiếp Đế quốc Ottoman, sườn nam của Áo-Hung được che chắn. Liên minh Trung tâm có thể đưa các sư đoàn đến Mặt trận phía Đông và Mặt trận Ý.
Quân Áo-Đức-Bulgaria gần như làm chủ tác chiến hoàn toàn tại Balkan. Lãnh thổ Montenegro bị Áo chiếm đóng. Lãnh thổ Serbia bị Áo-Hung và Bulgaria chiếm đóng. Quân Montenegro bị loại khỏi vòng chiến, còn quân Serbia chịu tổn thất đáng kể. Ngoài thương vong, quân Serbia còn tổn thất một lượng lớn vũ khí súng đạn cùng nhiều trang thiết bị khác.
Thành công về mặt quân sự ở Balkan mang lại cho Liên minh Trung tâm lợi thế về chiến lược và ngoại giao. Ngoài những lợi ích nói trên (mở thông với Thổ Nhĩ Kỳ và đưa Bulgaria tham chiến về phe mình), khối Áo-Đức làm suy yếu đáng kể vị thế Entente trong toàn bộ khu vực.
Ở phía ngược lại, quân Serbia không bị tiêu diệt mà sẽ được tổ chức lại vào mùa xuân năm 1916 và chiến đấu cùng đồng minh tại Mặt trận Thessaloniki. Chiến lược điều quân hợp lý, phản công ở địa hình đồi núi, cũng như làm Tập đoàn quân Bulgaria số 2 không thể bao vây giúp quân Serbia sống sót và rút lui thành công.

## Diễn biến năm 1916

### Mặt trận Thessaloniki hình thành
Ngay từ ngày 14 tháng 10 năm 1915, một số tiểu đoàn Entente đã tiến vào lãnh thổ Serbia. Quân đồng minh lên kế hoạch tấn công thọc sườn để bắt liên lạc với quân Serbia. Kế hoạch bất thành khi quân Serbia rút theo hướng Albania cũng như sự thiếu quyết đoán của tướng Sarrail chỉ huy quân Anh-Pháp. Ngày 21 tháng 11, sau một trận giao tranh với Bulgaria, Sư đoàn bộ binh Pháp số 122 rời bờ nam sông Crna, từ đó di chuyển sang Hy Lạp.
Khi ấy, quân Đức đang tính cách đương đầu với lực lượng Entente ở Hy Lạp. Bộ chỉ huy Bulgaria cho rằng nên coi Hy Lạp là kẻ thù vì số lượng lớn địch quân tập trung tại đây. Nhưng cuối cùng, Đức quyết định hạn chế các hành động thù địch tránh cho Hy Lạp về phe Entente. Sau khi kết thúc chiến dịch Serbia, Đức nhận thấy đóng quân ở Balkan không có ý nghĩa nên điều quân số đáng kể sang mặt trận phía Tây. Tổng tham mưu trưởng Đức Erich von Falkenhayn cho rằng quân Bulgaria nên đóng vai trò chính khi đối đầu với quân Anh-Pháp đã đổ bộ vào Thessaloniki. Kết quả là vào giữa tháng 11 năm 1915, các bên ký kết thỏa thuận rằng quân Bulgaria sẽ chiến đấu chống lại các lực lượng viễn chinh Entente.
Ngày 5 tháng 12 năm 1915, Tập đoàn quân Bulgaria số 2 mở cuộc tấn công ở Macedonia. Trước sức ép của quân Bulgaria, quân đồng minh bắt đầu rút lui về thung lũng sông Vardar. Ngày 8 tháng 12, quân Bulgaria đẩy lùi Sư đoàn Anh số 10 và thu được 10 khẩu pháo. Sườn phải phơi ra nên quân đồng minh buộc phải rút về tuyến phòng thủ mới. Bốn sư đoàn Bulgaria tiếp tục truy kích, quân Anh-Pháp, rút lui về một địa điểm kiên cố trong vùng Thessaloniki ở Hy Lạp. Khi rút lui, quân Đồng minh cũng sơ tán hầu hết các nguồn cung ứng cho quân Serbia khỏi khu vực Gevgelija. Quân đồng minh mất 6.000 người tử trận, bị thương hoặc bị bắt làm tù binh.
Tập đoàn quân Bulgaria số 2 Bulgaria không tràn qua biên giới Serbia-Hy Lạp. Lực lượng Liên minh Trung tâm bố trí như sau:
- Tập đoàn quân Bulgaria số 1 - (hai sư đoàn bộ binh, một lữ đoàn kỵ binh và một lực lượng Đức) chiếm các vị trí hồ Ohrid, tại Monastir dọc theo biên giới Serbia-Hy Lạp ở phía nam Prilep. Để đảm bảo sườn phải, đạo quân này tiến vào lãnh thổ Albania và chiếm Elbasan.
- Tập đoàn quân Bulgaria số 2 - (ba sư đoàn bộ binh) đóng tại Strumica, Petrich, Nevrekop.
- Tập đoàn quân Đức số 11 - (hai sư đoàn bộ binh Đức và một sư đoàn rưỡi Bulgaria) giữ phía tây bắc Gevgelija và phía bắc hồ Doiran.[67]

Quân đồng minh củng cố các vị trí của mình, sườn phải dựa vào vịnh Orfano, tổng chiều dài của mặt trận là 120 km. Ngoài ra, quân đồng minh xây dựng và sửa chữa 200 km đường bộ và đường sắt.

### Tình hình đầu năm 1916
Lãnh thổ Serbia bị Áo-Hung và Bulgaria chiếm đóng. Trong vùng Áo chiếm đóng (miền bắc và miền trung Serbia), một chính phủ chung được thành lập với thủ đô Beograd. Ở phía đông của Morava, trên vùng Bulgaria chiếm đóng, Toàn quyền Pomoravlje được thành lập với thủ phủ Niš. Lãnh thổ Vardar Macedonia được chuyển thành Chính phủ chung Macedonia. Kosovo và Metohija bị chia ra - phần phía đông do Bulgaria chiếm đóng, con phần phía tây nằm dưới quyền Áo-Hung kiểm soát.
Đầu năm 1916, Vương quốc Montenegro rút khỏi chiến tranh: Vua Nikola I ký sắc lệnh giải tán quân đội Montenegro và rời khỏi đất nước đang bị quân đội Áo-Hung chiếm đóng. Dân chúng Serbia và Montenegro vẫn tiếp tục chiến đấu chống lại quân chiếm đóng.
Mặt trận Thessaloniki mới được thành lập sau thất bại của Serbia. Bộ chỉ huy Entente đặt kế hoạch tiêu diệt càng nhiều quân Đức ở Balkan càng tốt và ngăn chặn đối phương điều quân sang Mặt trận phía Tây. Đức giữ vai trò quân sự quan trọng trong Liên minh Trung tâm lại không có kế hoạch tích cực nào tại mặt trận Thessaloniki mới do thiếu lực lượng, nguồn cung ứng gặp khó khăn tại Balkan,... nên chỉ đồn trú lại một lực lượng nhỏ quân Đức-Bulgaria.
Tháng 5 năm 1916, Entente bổ sung thêm quân đến mặt trận Thessaloniki. 130.000 quân Serbia được tổ chức lại gồm sáu sư đoàn bộ binh và một sư đoàn kỵ binh dưới sự chỉ huy của Hoàng thân Nhiếp chính Aleksandar (Thống chế Putnik bị thôi chức) gia nhập lực lượng Đồng minh tại Balkan. Quân số Đồng minh ở Balkan lên tới 300.000.

### Chiến sự xuân hè 1916
Từ khi Đức bắt đầu điều quân sang Pháp, quân đồng minh ở Thessaloniki có nhiệm vụ tấn công để thu hút chuyển hướng quân địch. Nhưng hành động của quân đồng minh không ảnh hưởng đến tình hình chung tại mặt trận. Các đơn vị Đức tiếp tục được điều động sang phía Tây, quân Bulgaria trở nên bị động.

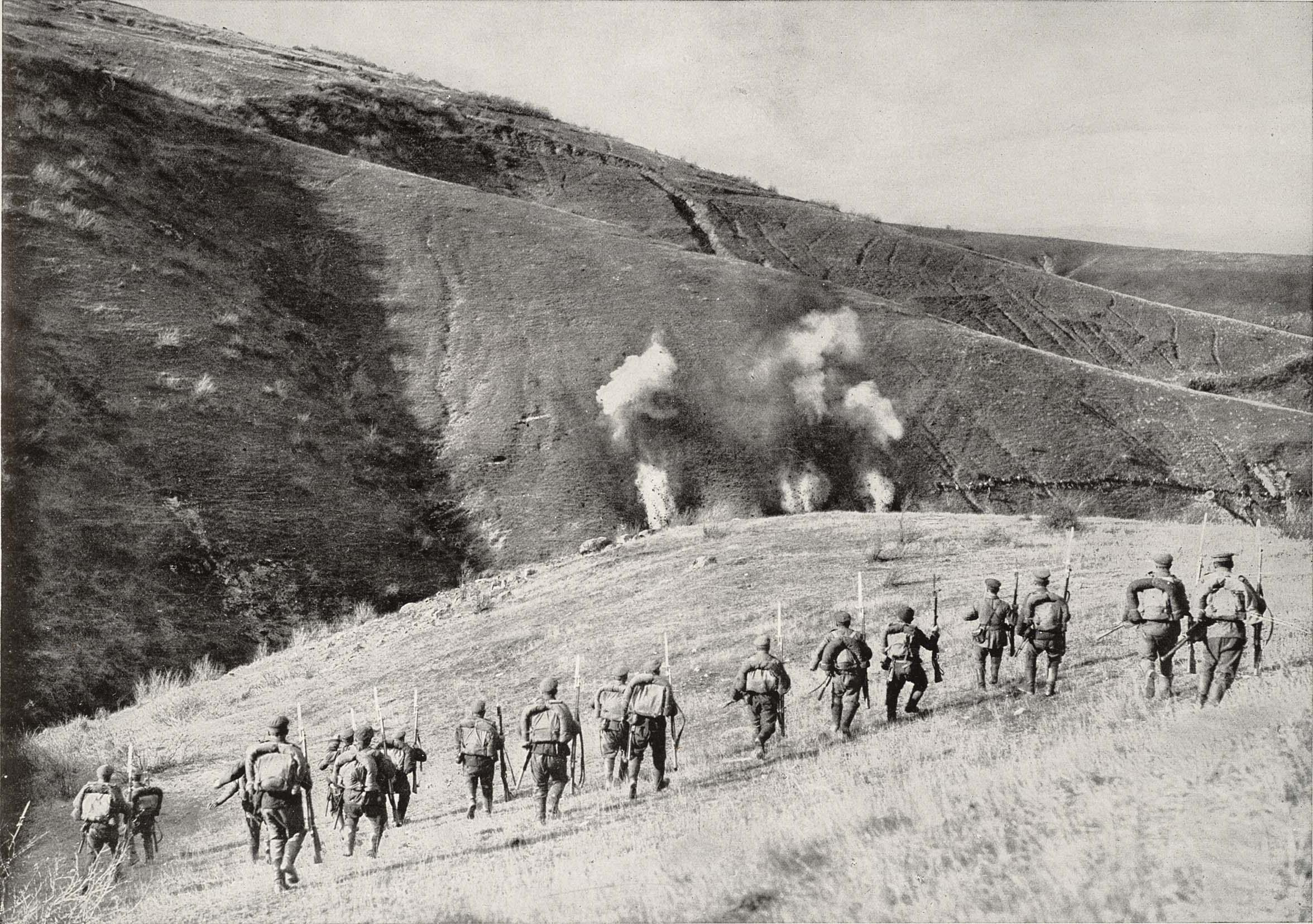
Bộ binh Bulgaria tấn công Monastir

Chiến sự bắt đầu sôi động hơn vào tháng 8. Quân Anh-Pháp cố gắng phá vỡ tuyến phòng thủ của Bulgaria tại hồ Doiran. Chịu tổn thất đáng kể, các cuộc tấn công ngưng lại hoàn toàn vào ngày 19 tháng 8.
Liên quan đến việc România tham chiến về phe Entente, quân Đồng minh lên kế hoạch phối hợp chung nhằm vô hiệu hóa Bulgaria, dự kiến tấn công vào ngày 20 tháng 8. Bulgaria đi trước một bước, mở cuộc tấn công lớn đầu tiên vào ngày 17 tháng 8 trên mặt trận Thessaloniki.
Theo hướng Thracia, quân Bulgaria chiếm các thành phố Kavála, Serres và Drama, rồi cho hai cánh tiến vào Thracia của Hy Lạp và Macedonia nhằm tạo thế bao vây quân Entente. Ngày 23 tháng 8, Tập đoàn quân Bulgaria số 1 chiếm được các cao điểm tại Moglena và đẩy quân Serbia đến Florina. Từ đây có thể liên kết với quân Hy Lạp ở Thessaly và đe dọa tập hậu quân Entente tại Vardar và Moglena. Sarrail điều động 3 sư đoàn bộ binh Pháp được Serbia yểm trợ đã chặn đứng bước tiến của quân Bulgaria.
Quân Bulgaria tăng cường cả ở Vardar lẫn hướng Thracia, đánh chiếm một số vùng Hy Lạp, quân đồng minh phải di chuyển. Tập đoàn quân Bulgaria số 1 chiếm được Florina, bắt giữ 6.373 binh sĩ, 464 sĩ quan và 15 pháo của quân đội Hy Lạp. Chính phủ Hy Lạp chấp thuận để những người này được đưa đến Đức cho đến khi chiến tranh kết thúc. Đây là điều quan trọng hàng đầu vì đội quân này không ra chiến trường sau khi Hy Lạp tham chiến về phe Hiệp ước. Quân Bulgaria tiến 80–90 km đến bờ biển Aegea, đẩy tiền tuyến đi xa khoảng 100 km. Hành động của quân Bulgaria đã ngăn trở quân đồng minh tấn công.
Ngày 1 tháng 9, lực lượng đồng minh gồm năm sư đoàn Anh, bốn Pháp, sáu Serbia, một Ý và một sư đoàn bộ binh Nga mở một cuộc tấn công theo hướng Florina, Monastir với mục đích hỗ trợ mặt trận România.
Ngày 12 tháng 9, các đơn vị Serbia-Pháp đánh lui Sư đoàn bộ binh Bulgaria số 8 và chiếm được Gornichevo. Ngày 23 tháng 9, quân Pháp chiếm lại Florina từ tay Bulgaria, thu được một số pháo. Ở vùng cao nguyên, trên núi Kajmakčalan nổ ra trận chiến giữa Lữ đoàn 1 của Sư đoàn bộ binh Bulgaria số 3 và Sư đoàn Drinska của Serbia. Quân Bulgaria với sự hỗ trợ của pháo binh gây thiệt hại nặng nề cho Serbia. Hai bên giao tranh dữ dội và thay nhau chiếm giữ ngọn núi, cuối cùng đến ngày 30 tháng 9, quân Serbia giành được thắng lợi với cái giá phải trả là 5.000 binh sĩ và sĩ quan thiệt mạng.
Ngày 3 tháng 10, quân đồng minh đẩy lùi quân Bulgaria trở lại phòng tuyến như hiện trạng ngày 17 tháng 8.

### Chiến sự cuối năm 1916

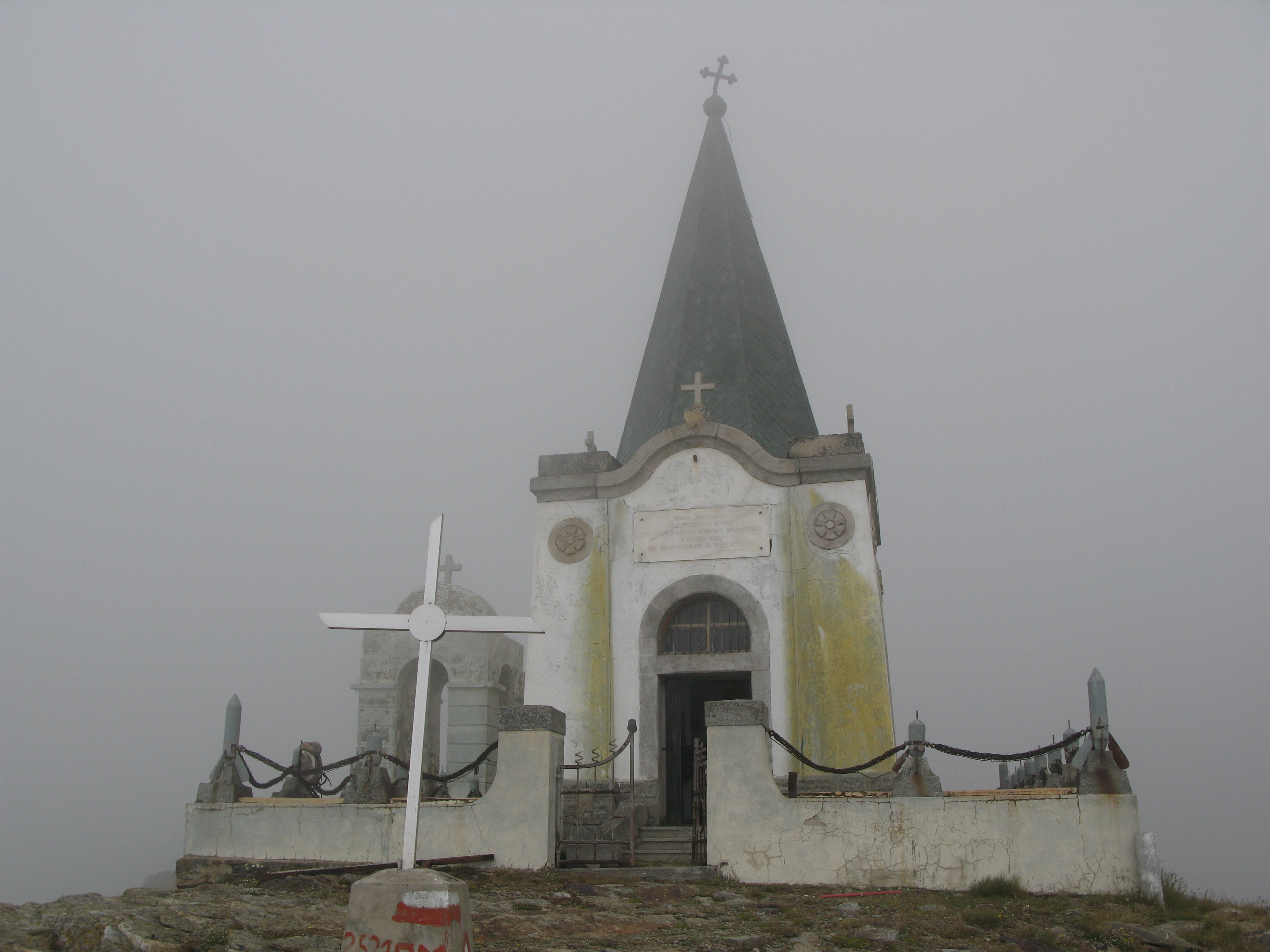
Nhà nguyện Serbia trên núi Kajmakčalan

Sau những thành công này, quân đồng minh tiếp tục tiến lên với mục đích đánh chiếm giữ Monastir. Từ tháng 10 đến tháng 11, quân đồng minh gồm Serbia, Nga và Pháp thực hiện một chiến dịch tấn công. Ngày 18 tháng 11, chỉ huy lực lượng Liên minh Trung tâm ở Balkan tướng Otto von Below lệnh cho quân Bulgaria rút khỏi Monastir. Ngày 19 tháng 11, quân Pháp và Nga tiến vào Monastir là đầu mối giao thông quan trọng ở Macedonia. Tiền tuyến mới được thiết lập đi qua phía bắc thành phố: Crvena Stena (Tường đỏ) - cao điểm 1248 - cao điểm 1050 - Makovo - Gradeshnitsa. Sau khi mất Monastir, Liên minh Trung tâm buộc phải tăng viện. Bulgaria bổ sung thêm tám trung đoàn bộ binh. Các tiểu đoàn bộ binh Đức điều từ mặt trận România đến. Quân đoàn bộ binh Thổ Nhĩ Kỳ số 20 đến sông Struma.
Ngày 11 tháng 12, do thiếu đạn dược và nguồn dự trữ, lực lượng Entente cuối cùng dừng tấn công. Đội hình của Sarrail trải dài trên một mặt trận lớn, cách cửa sông Struma 250 km. Việc quân đồng minh tiến chậm không ảnh hưởng đến tình hình Mặt trận România.
Tổng cộng, trong chiến sự từ tháng 8 năm 1916, Entente bị thiệt hại đáng kể: 47.000 quân tử trận, thương vong hoặc bị bắt. Ở phía bên kia, Bulgaria và Đức mất khoảng 61.000 quân tại Monastir.
Cuối năm 1916, quân đồng minh có 18 sư đoàn bộ binh trên mặt trận Thessaloniki (Pháp 5, Anh 5, Serbia 6, Nga 1 và Ý 1) đương đầu với 11 sư đoàn bộ binh của Liên minh Trung tâm (Bulgaria 8, Đức 2 và Thổ Nhĩ Kỳ 1).

### Kết quả năm 1916
Quân Entente không đạt được mục tiêu chính trên mặt trận Thessaloniki mà để Bulgaria rút lui. Quân Bulgaria phòng ngự thành công dọc theo toàn bộ phòng tuyến và còn có thể tự tác chiến độc lập. Không đủ nguồn dự trữ và hậu phương cung ứng là vấn đề chính của Entente tại Balkan năm 1916.
Khó khăn nhất đối với phe Hiệp ước lại là dịch sốt rét, 80.000 quân mắc phải. Quân Bulgaria phòng thủ chặt vùng núi, không để cho quân đồng minh thoát khỏi vùng sốt rét ở thung lũng sông Vardar. Quân đồng minh không thể xử lý để chuyển tất cả bệnh binh đi. Ngay cả khi đã áp dụng các biện pháp ngăn chặn, dịch vẫn lan truyền.
Cũng trong năm 1916, Entente đã có một vài hành động chống lại Hy Lạp vì lo ngại quốc gia này sẽ tham chiến về phe Liên minh Trung tâm. Hy Lạp vẫn giữ thái độ trung lập. Entente tuyên bố phong tỏa đường biển Hy Lạp, yêu cầu giải tán quân đội thân Đức mạnh mẽ. Chính phủ Hy Lạp buộc phải chấp nhận mọi yêu cầu của Entente. Sau đó, phe đồng minh nắm quyền kiểm soát toàn bộ tình hình chính trị Hy Lạp.

## Diễn biến năm 1917
Ngày 15 tháng 11 năm 1916, Entente thông qua kế hoạch tác chiến trên mặt trận Thessaloniki năm 1917 tại hội nghị Chantilly. Kế hoạch này nhằm loại Bulgaria ra khỏi cuộc chiến. Theo đó, Nga-România hỗ trợ tấn công quy mô lớn để đánh bại Bulgaria. Với mục tiêu này, quân đồng minh ở Thessaloniki được tăng cường. Đến tháng 2 năm 1917, Entente tập trung được 23 sư đoàn bộ binh. Tuy nhiên, kế hoạch bị đặt dấu chấm hết trước những thất bại của quân Nga-România.
Chỉ huy Pháp và Anh bất đồng trong chiến lược tấn công. Anh coi một cuộc tấn công ở mặt trận Macedonia là không phù hợp mà nên nỗ lực tập trung vào hướng tấn công chính ở Pháp. Ngược lại, Pháp cho rằng cần triển khai tấn công ở Balkan nhằm tiêu diệt lực lượng đối phương trong cuộc hành quân chính ở Mặt trận phía Tây. Như vậy, Tổng tư lệnh Sarrail không thể hoàn toàn dựa vào quân Anh. Đến lượt chỉ huy quân Anh George Milne cũng ở thế lưỡng nan vừa phải nhận chỉ thị từ Luân Đôn đồng thời mệnh lệnh từ Sarrail là chỉ huy lực lượng đồng minh.
Năm 1917, Bulgaria lên kế hoạch tấn công mạnh mẽ trên mặt trận Thessaloniki. Vì vậy, Bulgaria yêu cầu Đức gửi thêm 6 sư đoàn bộ binh. Tuy nhiên, Đức bác bỏ kế hoạch này cũng như nhấn mạnh chỉ nên phòng thủ thuần túy ở Balkan. Kế hoạch chung cuối cùng của Bulgaria-Đức cho năm 1917 không hề có cuộc tấn công nào, chỉ phòng thủ, gia cố các cứ điểm và tuyến giao thông liên lạc phía sau.

### Chiến sự năm 1917
660.000 quân đồng minh (240.000 quân Anh, 200.000 quân Pháp, 130.000 quân Serbia, 50.000 quân Ý, 17.000 quân Nga và 23.000 quân Hy Lạp) được lên lịch tấn công vào ngày 25 tháng 4. Rạng sáng 25 tháng 4, quân Anh huy động 86 đại bác và 74 pháo nã tổng cộng 100 nghìn quả vào các vị trí của quân Bulgaria. Quân Anh tấn công bất thành Sư đoàn bộ binh Bulgaria số 9 tại hồ Doiran và tổn thất nặng nề. Ngày 8 tháng 5, quân đồng minh tiếp tục tấn công Doiran nhưng cũng không kết quả. Chặn được các cuộc tấn công này quân Anh, Tư lệnh sư đoàn 9 Thượng tá Vazov được vinh thăng thiếu tướng.
Tháng 3 năm 1917, các sư đoàn Pháp tấn công các vị trí của sư đoàn 6 Bulgaria trên dãy núi Baba. Đợt pháo kích lên đến hơn 200.000 đạn pháo bắn ra nhưng quân Bulgaria ẩn náu trong các boong-ke nên không bị tổn thất. Tiếp đó là các trận chiến ác liệt bắt đầu trên địa hình rừng núi. Bất chấp Bulgaria kháng cự quyết liệt, quân Pháp đã chiếm được cao điểm Chervena Stena.
Bộ chỉ huy Bulgaria quyết tâm chiếm lại cao điểm này. Quân Bulgaria nỗ lực lớn để kéo sáu khẩu pháo lên các cao điểm xung quanh, từ đó có thể pháo kích dễ dàng vào quân Pháp. Ngày 18 tháng 5, hỏa lực bắt đầu giáng xuống quân Pháp trên cao điểm. Sau hai giờ pháo kích, bộ binh Bulgaria tràn lên, trấn áp bằng lựu đạn và súng phun lửa. Hơn 5.000 quân Pháp tử trận, 2 sĩ quan và 259 binh sĩ bị bắt làm tù binh. Tình hình sau đó tạm lắng vì quân Entente không cố gắng giành lại cao điểm.
Ngày 23 tháng 5, thời tiết xấu và lâm vào tình thế bất lợi trên một số địa điểm trên mặt trận Thessaloniki khiến Bộ chỉ huy Entente buộc phải ra lệnh ngừng giao tranh. Tính đến lúc đó, thiệt hại của quân đồng minh lên tới 20.000 người chết, bị thương và mất tích (11.000 quân Pháp, 6.100 quân Anh và 900 quân Serbia). Việc thiếu hụt pháo là một trong những nguyên nhân chính dẫn đến thất bại của bên Entente.
Thêm vào đó, tình hình binh lính Pháp bị ảnh hưởng của thất bại Chiến dịch Nivelle trở nên bất ổn. Bạo động được dập tắt theo lệnh của Entente.

### Hy Lạp tham chiến

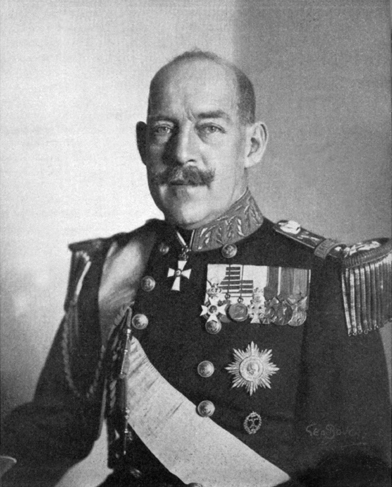
Vua Hy Lạp Konstantinos I

Entente làm mọi cách để đẩy Hy Lạp về phe mình tham chiến. Ngày 2 tháng 9 năm 1916, Entente chuyển tối hậu thư cho Hy Lạp yêu cầu:
- Trao quyền kiểm soát bưu điện và điện tín cho quân đồng minh.
- Trục xuất tất cả các nhân viên Đức
- Giao nộp các tàu Áo và Đức đang neo đậu trong cảng Hy Lạp.

Chính phủ Hy Lạp buộc phải chấp thuận tất cả điều kiện trong tối hậu thư. Cùng lúc đó, chỉ huy Mặt trận Thessaloniki tiến hành đảo chính và thành lập Chính phủ Hy Lạp lâm thời tại Thessaloniki đứng đầu là Eleftherios Venizelos (người ủng hộ Hy Lạp gia nhập đồng minh Entente tham chiến). Một chính phủ khác do người Pháp kiểm soát cũng được lập ra tại Athens.
Cùng với những biện pháp này, quân Entente đổ bộ và bắt giữ tàu thuyền của Liên minh Trung tâm đậu tại các cảng Hy Lạp. Như vậy, từ năm 1916 ở Hy Lạp tồn tại hai chính phủ đồng thời: chính phủ hợp hiến ở Athens và chính phủ Venizelos ở Thessaloniki, quốc gia trên bờ vực của nội chiến chia cắt. Diễn biến leo thang vào cuối năm 1916. Ngày 1 tháng 12 năm 1916, với sự trợ giúp của quân Anh-Pháp, những người ủng hộ Venizelos nổi dậy giành chính quyền tại Athens. Nhưng quân chính phủ trấn áp được tình hình và khiến Anh-Pháp thiệt mạng tới 250 người. Sau đó, Entente liền đưa ra tối hậu thư bắt phải chuyển giao những vị trí quan trọng nhất trong chính phủ cho quân đồng minh nắm giữ. Vua Hy Lạp buộc phải đồng ý.
Năm 1917, Entente tiếp tục gây áp lực buộc Hy Lạp tham chiến. Ngày 11 tháng 6, Entente đại diện bởi ba "cường quốc" (Anh, Pháp và Nga) trình với Thủ tướng Hy Lạp Alexandros Zaimis yêu cầu vua Konstantinos I thoái vị. Quân Pháp và Ý chiếm đóng Thessaly, Eo đất Corinth, Ioannina và Epirus để trấn áp mọi hành động của quân chính phủ Hy Lạp và lực lượng đảng phái. Ngày 12 tháng 6 năm 1917, vua Hy Lạp Konstantinos I thoái vị và buộc phải rời khỏi đất nước. Nhị hoàng tử Alexanderos lên ngôi. Tân vương ủng hộ tham chiến về phe Entente. Sau khi kiểm soát được tình hình hoàn toàn, Entente dỡ bỏ lệnh phong tỏa hải quân cho Hy Lạp.
Ngày 27 tháng 6, tân vương bổ nhiệm Venizelos làm thủ tướng "hợp pháp". Ngày 29 tháng 6, Hy Lạp triệu hồi đại sứ khỏi các nước Liên minh. Ngày 2 tháng 7, Hy Lạp tuyên chiến với tất cả các nước Liên minh Trung tâm. Đến tháng 9, 80 sĩ quan Pháp đến Hy Lạp để huy động quân lực. Lực lượng Entente ở mặt trận Thessaloniki được tăng cường cũng như có một hậu phương sẵn sàng cung cấp.

### Kết quả năm 1917

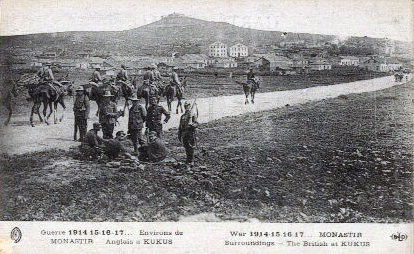
Quân Anh tại Kilkis

Cuối năm 1917, tướng Adolphe Guillaumat thay tướng Sarrail làm chỉ huy quân đồng minh trên Mặt trận Thessaloniki. Khi ấy, quân đồng minh có 23 sư đoàn (Pháp 8, Serbia 6, Anh 4, Hy Lạp 3, Ý 1 và Nga 1) với tổng quân số hơn 600.000 người.
Nói chung, mặt trận Thessaloniki tạm yên ắng trong năm 1917. Các sự kiện ở Balkan không ảnh hưởng đến diễn biến chung của cuộc chiến. Bulgaria không thể đơn độc tiến hành các cuộc tấn công quy mô lớn, trong khi Đức đang phải tập trung vào Mặt trận phía Tây cùng sự hỗ trợ của Áo-Hung ở Mặt trận Ý. Entente cũng bận rộn với chiến sự phía Tây và chống lại phong trào cách mạng trong quân đội. Ngoài ra, Nga rút khỏi chiến tranh nên quân Nga rời mặt trận Thessaloniki. Một mặt, quân số Entente suy giảm nhưng mặt khác, quân sĩ lại tránh được ảnh hưởng tuyên truyền cách mạng thường do binh lính Nga thực hiện.
Cuộc đấu tranh của nhân dân Serbia chống lại quân Liên minh Trung tâm có tầm quan trọng to lớn. Trên lãnh thổ Serbia thường xuyên nổ ra các cuộc nổi dậy. Tổng số phiến quân miền nam Serbia lên tới 13.000 người. Tuy nhiên, những người Serb được trang bị vũ khí thô sơ không thể chống chọi với quân chính quy theo thời gian dài. Quân nổi dậy bị trấn áp tàn bạo.
Năm 1917 diễn ra một sự kiện quan trọng trong lịch sử bán đảo Balkan. Vào đầu chiến tranh, chính phủ Serbia tuyên bố rằng tiến hành một cuộc chiến tranh giải phóng các dân tộc Nam Slav và thống nhất trong Đại Serbia. Tháng 4 năm 1915, tại Luân Đôn, Ủy ban Nam Tư được thành lập từ đại diện các phong trào quốc gia của người Nam Slav trên lãnh thổ Áo-Hung với nỗ lực phối hợp lật đổ chính phủ Áo. Ngày 20 tháng 7 năm 1917, tại Corfu, một tuyên bố được ký kết giữa Ủy ban Nam Tư và Chính phủ Serbia, quy định việc thống nhất Serbia, Montenegro và các vùng lãnh thổ Nam Slav thuộc Áo-Hung thành một quốc gia độc lập duy nhất do một vị vua Serbia từ nhà Karađorđevići đứng đầu và với quyền bình đẳng giữa ba dân tộc - người Serb, người Croatia và người Slovenia.

## Diễn biến năm 1918

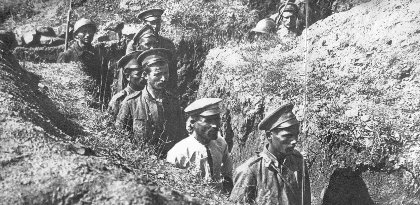
Tù binh Bulgaria trong Trận Skra

Đến đầu năm 1918, tình hình quân sự-chính trị ở Balkan có lợi cho phe Hiệp ước. Nhưng toàn bộ chiều dài mặt trận vẫn bình yên như từ nửa sau năm 1917.
Tháng 3 năm 1918, Bộ chỉ huy Entente tính đến phương án tổng tấn công. Ở phía bên kia, chuẩn bị tổng tấn công Mặt trận phía Tây, Đức rút toàn bộ quân khỏi mặt trận Thessaloniki chuyển sang Pháp. Quân Bulgaria chỉ còn cách phòng ngự. Để ngăn Đức điều quân sang Mặt trận phía Yây, tướng Guillaumet (về sau được tướng Pháp Louis d'Espèrey thay thế) được lệnh bằng mọi giá kìm chân quân địch ở Balkan không thể hành quân sang Pháp.
Dự định ban đầu là quân Hy Lạp sẽ tiến theo hướng Thracia còn quân Serbia theo hướng Vardar. Đến tháng 7, Bộ tư lệnh Pháp đổi thành tổng tấn công trên toàn mặt trận Thessaloniki. Ngày 3 tháng 8 năm 1918, Hội đồng Quân sự tối cao Entente phê duyệt kế hoạch tổng tấn công.
Ngày 23 tháng 7, tướng chỉ huy mới nhận chỉ thị về nhiệm vụ tấn công sắp tới với mục tiêu chính là đập tan khả năng phòng thủ của quân Bulgaria và giải phóng một phần lãnh thổ Serbia và Hy Lạp bị chiếm đóng. Đến ngày 3 tháng 8, bộ chỉ huy quân đồng minh chốt lại quyết định cuối cùng tổng tấn công ở Balkan.
Bulgaria biết chắc về cuộc tấn công sắp tới, thậm chí cả về ngày khai hỏa. Bộ tư lệnh Bulgaria tập trung lực lượng hậu phương trừ bị cho Tập đoàn quân Bulgaria số 1 và Tập đoàn quân Đức số 11. Tuy nhiên, những hành động này không thể đối phó nổi với tiềm lực đối phương.
Trước cuộc tấn công quyết định, Entente bị báo động về khả năng chiến đấu của quân đội Hy Lạp. Các sĩ quan dày dạn kinh nghiệm thân Đức đã bị trục xuất khỏi đất nước vào năm 1917 hoặc bị cho xuất ngũ. Trong các trận đánh cục bộ tại Strum đầu năm 1918, quân Hy Lạp được huấn luyện vội vã và trang bị kém đã chịu tổn thất nặng nề. Ví dụ, một nửa số thiệt hại trong quân Hy Lạp là do lựu đạn chính mình sát thương.

### Chuẩn bị
Các đạo quân Entente chiếm một mặt trận dài 350 km từ vịnh Orfano trên biển Aegea qua địa hình đồi núi hiểm trở đến Valona trên bờ biển Adriatic. Lực lượng Đồng minh bao gồm 29 sư đoàn (Pháp 8, Anh 4, Serbia 6, Ý 1 và Hy Lạp 10) - tổng cộng 667.000 quân và 2.070 khẩu pháo.

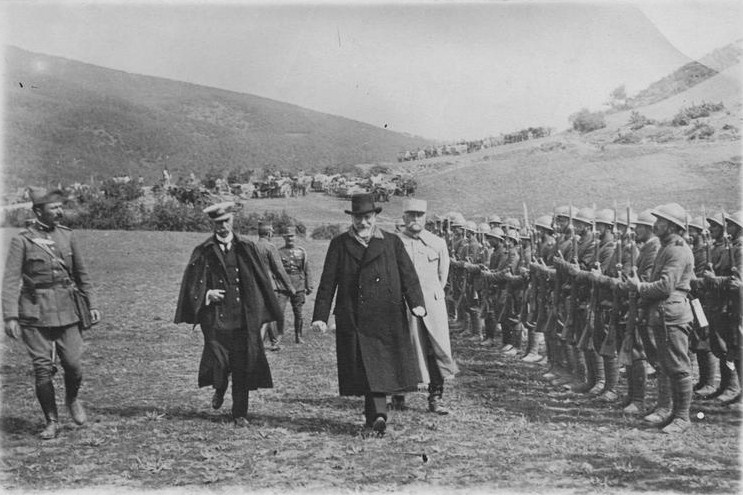
Thủ tướng Hy Lạp Eleftherios Venizelos và Tư lệnh Entente Maurice Sarrail trên tiền tuyến

Liên minh Trung tâm tại mặt trận Thessaloniki có 12 sư đoàn Bulgaria, hợp thành bốn tập đoàn quân (Tập đoàn quân "Đức" số 11, Bulgaria số 1, 2 và 4) tổng cộng 400.000 binh sĩ và 1.138 pháo.
Bulgaria củng cố các vị trí phòng thủ tại khu vực gần Dobropolye bằng 2-3 tuyến giao thông hào giăng dây thép gai. Nhưng Bộ chỉ huy Bulgaria lại cho rằng khu vực này không thể tiếp cận được và quân đồng minh sẽ tấn công vào điểm khác.
Cuối tháng 5, quân Hy Lạp được quân Pháp hỗ trợ phát động tấn công trên sông Skra và thu được một số kết quả. Tướng d'Espèrey chọn tuyến đột phá dài 15 km ở vùng núi gần Dobropolye. Quân Serbia thì được lệnh tấn công Monastir. Sau đó đến lượt Anh-Pháp nhập trận. Ở cánh phải, quân Pháp-Hy Lạp tấn công Zena. Ở cánh trái là quân Pháp, Hy Lạp và Ý. Quân Anh đang tiến quân ở vùng Vardar. Tại sông Struma, quân Hy Lạp được cho là đã hạ gục Tập đoàn quân Bulgaria số 4.
Quân đồng minh bắt đầu chuẩn bị tổng tấn công từ đầu tháng 8. Quân Serbia tập hợp xong. Kỵ binh Pháp tập trung ở Florina. Đường giao thông mới được xây dựng đảm bảo vận tải đạn dược kịp thời. Quân Serbia và Hy Lạp giữ vai trò chính trong cuộc tổng tấn công, quân Anh và Pháp hỗ trợ.

### Quân đồng minh tổng tấn công
Sáng 14 tháng 9 năm 1918, pháo kích dữ dội không tiêu diệt được hàng phòng ngự kỹ thuật của quân Bulgaria. Sau khi nã pháo, bộ binh quân đồng minh bắt đầu tấn công. Rạng sáng 15 tháng 9, hai sư đoàn Pháp và một sư đoàn Serbia tấn công Sư đoàn Bulgaria số 2 và 3 trên các cao điểm Vetrenik và Dobropolye. Đến tối cùng ngày, sau những trận giao tranh ác liệt, tiền phương quân Bulgaria bị vỡ 15 km, 3.000 quân bị bắt làm tù binh và mất 50 pháo. Trên đà thắng lợi, năm sư đoàn Serbia được tung vào chiến đấu. Bulgaria và Serbia đụng độ khốc liệt trên các cao điểm.
Quân Pháp-Hy Lạp chiếm được vị trí gần núi Zena. Quân Serbia đẩy lùi quân Bulgaria trở lại sông Vardar và Struma, khai thông đường đến thung lũng Vardar. Quân Pháp cũng đánh Tập đoàn quân Đức số 11. Chỉ còn tướng Vazov chỉ huy quân Bulgaria kiên cường phòng ngự ở Doiran. Nhưng đến ngày 18 tháng 9, hàng phòng thủ của Bulgaria bị khoét sâu tới 15 km với chiều rộng 25 km. Điều này giúp cho quân đồng minh dùng kỵ binh và không quân để truy đuổi quân Bulgaria đang rút lui. Quân đồng minh tiến vào thung lũng Vardar và Struma.

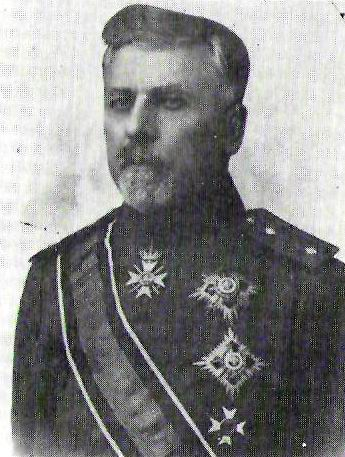
Tướng Vazov chỉ huy quân Bulgaria phòng ngự tại hồ Doiran

Ngày 19 tháng 9, quân Serbia-Pháp vượt sông Crna. Quân Serbia đẩy được Tập đoàn quân Đức số 11 về Prilep. Ngày 20 tháng 9, không gian đột phá được mở rộng 45  km và sâu 40 km. Nhận ra quân Bulgaria rơi vào tình thế khó khăn, Đức quyết định điều quân đến Serbia với hy vọng chặn được cuộc tấn công của quân đồng minh tại Niš. Ngày 21 tháng 9, quân Serbia-Pháp-Hy Lạp tiến đến sông Vardar, đánh chiếm thành phố Krivolak. Như vậy, Tập đoàn quân Đức số 11 bị cô lập khỏi các đơn vị khác. Đến ngày 22 tháng 9, mặt trận tấn công đạt 150 km. Ngày 23 tháng 9, một tập đoàn kỵ binh được tung vào trận với nhiệm vụ đánh chiếm Skopje và đột kích vào hậu cứ của Tập đoàn quân Đức số 11. Ngày 24 tháng 9, quân đồng minh vượt qua vùng trung lưu Vardar và Crna, tiếp tục tấn công mãnh liệt với mục đích cuối cùng là bao vây Tập đoàn quân Đức số 11.
Ngày 26 tháng 9, quân Serbia chiếm Veles, quân Anh vượt biên giới xâm nhập lãnh thổ Bulgaria và chiếm Strumica, đe dọa Sofia. Cùng lúc đó, sư đoàn Ý tiến vào Krushevo. Quân Bulgaria rút lui dọc theo toàn bộ chiến tuyến, để lại hàng ngàn thương binh, pháo, xe kéo cùng vật tư khác. Mặt trận bị cắt sâu, Tập đoàn quân Đức số 11 lâm vào tình thế thảm hại. Tại Veles trong ngày 26 tháng 9, quân Pháp-Serbia giao chiến dữ dội với quân Bulgaria. Điều này có thể giúp Tập đoàn quân 11 có thời gian rút lui trật tự. Nhưng với hy vọng giữ được vị trí, Bộ tư lệnh Tập đoàn quân 11 quyết định ngừng rút lui, tạo điều kiện cho quân đồng minh hoàn thành vòng vây thít chặt.
Ngày 29 tháng 9, quân Serbia chiếm Ishtip; quân Pháp bao vây được Tập đoàn quân Đức số 11. Quân Serbia tiếp tục tấn công tại Struma, gây sức ép lên Tập đoàn quân Bulgaria số 2 đang rút lui. Một phần quân Pháp và Ý đã bị quân Bulgaria chặn lại trên sông Velika. Ngoài ra, Sư đoàn bộ binh Hy Lạp số 3 ngừng lại. Cùng ngày, Bulgaria ký hiệp định đình chiến với Entente. Tập đoàn quân Đức số 11 không biết thông tin nên tiếp tục chiến đấu và chỉ hạ vũ khí vào ngày 30 tháng 9. Bên chiến thắng thu được 500 súng, 10.000 chiến mã và một lượng rất lớn các loại vật tư khác nhau.

### Bulgaria đầu hàng
Bạo loạn nổ ra trong quân đội Bulgaria, chính phủ cố gắng bình định bằng vũ lực. Ngày 28 tháng 9, 30.000 binh sĩ Bulgaria từ chối chiến đấu. Sư đoàn bộ binh Đức 217 được chuyển từ Nga sang Bulgaria, dùng pháo và súng máy để ngăn chặn binh lính Bulgaria nổi loạn trên đường chạy tới Sofia. Trước tình hình thảm khốc, chính phủ Bulgaria vội vàng ký thỏa thuận đình chiến. Ngày 29 tháng 9 năm 1918, phái đoàn Bulgaria (Ivan Lukov, Andrei Lyapchev và Simeon Radev) ký hiệp định đình chiến với tướng Louis d'Espèrey chỉ huy lực lượng Entente trên mặt trận Thessaloniki.
Theo các điều khoản trong hiệp định đình chiến, quân đội Bulgaria có nghĩa vụ ngay lập tức rời khỏi tất cả các lãnh thổ bị chiếm đóng của Serbia và Hy Lạp, binh lính Bulgaria phải giải ngũ (ngoại trừ một lực lượng nhỏ bộ binh và kỵ binh). Quân Entente được quyền tự do hoạt động trên lãnh thổ Bulgaria. Vũ khí đạn dược và các vật tư khác được cất giữ dưới sự kiểm soát của quân Entente. Tất cả quân Bulgaria nằm ở phía tây tuyến Skopje đều bị coi là tù binh (khoảng 90.000 người). Đồng thời, Bulgaria cũng phải thả tất cả tù binh Entente ra. Theo một phụ lục bí mật, quân Entente chiếm một số địa điểm chiến lược ở Bulgaria và Đồng minh kiểm soát mạng lưới thông tin bưu điện và điện báo Bulgaria.

### Đình chiến
Bulgaria rút khỏi cuộc chiến, quân đồng minh chiếm đóng lãnh thổ Bulgaria, đe dọa quân Đức ở România và có thể tràn sang biên giới Áo-Hung.
Quân Serbia tiếp tục giải phóng đất nước, thu hồi Niš vào ngày 12 tháng 10. Ngày 1 tháng 11 năm 1918, các đơn vị Serbia khải hoàn tiến vào Beograd.
Hai sư đoàn Pháp và một sư đoàn Anh được gửi đến România. Kỵ binh Pháp vượt sông Danube và chiếm các vị trí tại Ruse và Svishtov. Trước đó, România đã rút khỏi chiến tranh, bị Liên minh Trung tâm chiếm đóng theo Hòa ước Bucharest. Ngày 10 tháng 11, ngay khi quân Entente tiến vào đất România, chính phủ România tại Iași, tuyên bố tham chiến lần nữa và tuyên chiến với Đức. Quân đồng minh mở cuộc tấn công theo hướng biên giới Thổ Nhĩ Kỳ đe dọa tới Istanbul. Ngày 11 tháng 11 năm 1918, sau khi tất cả các đồng minh trong Liên minh Trung tâm đầu hàng, Đức cũng ký một hiệp định đình chiến với các nước Entente. Chiến tranh thế giới thứ nhất kết thúc.

## Kết quả Thế chiến thứ nhất tại Balkan

### Áo-Hung
Trong bối cảnh quân đồng minh tấn công ở Balkan và quân Ý bắt đầu tấn công trên mặt trận Ý, nhà cầm quyền Áo-Hung hiểu rằng việc tiếp tục chiến tranh là vô ích. Ngày 2 tháng 10, Hội đồng hoàng gia Áo-Hung quyết định thông qua Mười bốn Điểm của Woodrow Wilson nhằm cải cách chính phủ và trao quyền tự trị cho Nam Slav. Nhưng với lợi thế đang có, các nước Entente từ chối đàm phán và yêu cầu Áo-Hung rút quân ngay lập tức khỏi tất cả các vùng lãnh thổ đang chiếm đóng.
Áo-Hung bắt đầu tan rã cùng với làn sóng cách mạng trong đế quốc. Các đảng phái chính trị Nam Slav vốn trước đây chỉ đòi tự trị dưới quyền Đế chế Habsburg, nay bắt đầu đưa ra những yêu cầu cao hơn hơn. Các ủy ban và hội đồng nhân dân được thành lập tại các vùng lãnh thổ Slav. Ngày 5 tháng 10, Hội đồng quốc gia của người Slovenia, người Croatia và người Serb được thành lập tại Zagreb. Ngày 16 tháng 10, hoàng đế Áo-Hung Karl I ban hành sắc lệnh liên bang hóa Cisleitania. Việc này không thể cứu vãn đế chế khỏi sụp đổ. Ngày 29 tháng 10, Hội đồng nhân dân Zagreb tuyên bố thành lập Nhà nước của người Sloven, người Croatia và người Serb. Ngày 27 tháng 10, Áo-Hung đề nghị Entente về hòa ước riêng rẽ. Ngày 29 tháng 10, Áo đồng ý ký hòa ước với bất kỳ điều kiện nào. Những sự kiện này là nhát búa cuối cùng làm sụp đổ Liên minh Trung tâm. Ngày 3 tháng 11 năm 1918, Áo-Hung đầu hàng.

### Albania
Năm 1914 khi Thế chiến thứ nhất bùng nổ, Albania tuyên bố trung lập nhưng Hy Lạp đã tiến quân vào nước này. Đầu năm 1915, quân đội Serbia và Montenegro tiến vào lãnh thổ Albania. Sau khi Mặt trận Thessaloniki hình thành, quân Ý đổ bộ vào Albania. Bulgaria tiến vào miền đông Albania. Mùa thu năm 1916, quân Pháp và Ý đánh đuổi các đơn vị Hy Lạp ủng hộ Konstantinos khỏi miền nam Albania. Sau đó, hình thành chiến tuyến Vlorë-Berat-Pogradec giữa Ý và Áo-Hung (tiến vào Albania sau khi chiếm Montenegro). Tháng 4 năm 1915, các nước Entente và Ý ký hiệp ước bí mật chấm dứt nền độc lập và phân chia Albania sau chiến tranh. Theo đó, Ý bảo hộ miền trung, Serbia và Montenegro lấy miền bắc, Hy Lạp chiếm miền nam. Sau khi chiến tranh kết thúc, nhân dân Albania chiến đấu chống lại ngoại quốc chiếm đóng. Năm 1920, Albania khôi phục nền độc lập. Năm 1922, Ý và Nam Tư buộc phải rút quân khỏi lãnh thổ Albania.

### Bulgaria
Cuộc tấn công của quân đồng minh vào mùa thu năm 1918 trên mặt trận Thessaloniki mang lại kết quả rất quan trọng về chiến lược và chính trị, khiến cho Bulgaria rút khỏi chiến tranh và góp phần lớn vào việc Thổ Nhĩ Kỳ đầu hàng sau đó. Vua Bulgaria trốn ra nước ngoài. Sau khi ký hiệp định đình chiến với các nước Entente, Bulgaria là nước đầu tiên thuộc Liên minh Trung tâm rút khỏi chiến tranh.
Ngày 27 tháng 11 năm 1919, Hòa ước Neuilly được ký kết giữa Entente và Bulgaria. Theo đó, Bulgaria mất khoảng 11.000 km² lãnh thổ. Bốn huyện biên giới cùng các thành phố Tsaribrod, Strumica và những quận khác bị cắt cho Nam Tư, Nam Dobrudja trở về với România. Tây Thracia chuyển cho Hy Lạp khiến Bulgaria mất quyền tiếp cận biển Aegea. Quy mô của quân đội Bulgaria không được vượt quá 20.000 lính. Hạm đội giảm xuống còn mười tàu. Trong 37 năm, Bulgaria phải trả 2,25 tỷ franc vàng cho đồng minh. Ngoài ra, dưới hình thức bồi thường thiệt hại, Bulgaria còn phải trả khối lượng lớn vật chất, lương thực cho Hy Lạp và Nam Tư.
Sau thất bại trong Chiến tranh thế giới thứ nhất, những tư tưởng phục thù nảy sinh tại Bulgaria, dẫn quốc gia này đứng về Phe Trục trong Chiến tranh thế giới thứ hai.

### Hy Lạp

Mở rộng lãnh thổ Hy Lạp sau năm 1832

Hy Lạp tham chiến năm 1917. Về phe chiến thắng, Hy Lạp nhận được những lợi ích đáng kể về lãnh thổ. Lãnh thổ Hy Lạp bị ảnh hưởng bởi các trận chiến. Trên thực tế, dù đã tuyên bố trung lập nhưng từ năm 1916, chính phủ Hy Lạp cho phép quân Bulgaria đóng quân tại một số vùng. Lo ngại tình cảm thân Đức, Entente thực hiện một loạt hành động đưa Hy Lạp tham chiến theo phe mình. Sau đó, Hy Lạp tuyên chiến với các cường quốc Liên minh Trung tâm.
Chính phủ Hy Lạp hy vọng sẽ mở rộng đáng kể lãnh thổ sau chiến tranh. Ngày 19 tháng 9 năm 1918, đại sứ Hy Lạp tại Vương quốc Anh thông báo rằng Hy Lạp mong muốn sáp nhập Macedonia, Bắc Epirus, Dodekanisa và Đông Thracia sau chiến tranh. Ngoài ra, Hy Lạp tuyên bố chủ quyền một số lãnh thổ của Đế quốc Ottoman. Theo kế hoạch, sau khi Thổ Nhĩ Kỳ bại trận, lãnh thổ Đế quốc Ottoman ở Tiểu Á, nơi phần lớn dân số là người Hy Lạp sẽ sáp nhập vào Hy Lạp.
Tuy nhiên, các nước Entente không hào hứng trước những sáng kiến như vậy. Pháp phản đối ý tưởng của Hy Lạp mà cho rằng việc phân chia Đế quốc Ottoman nên được các cường quốc họp lại. Ý là nước có quan hệ căng thẳng với Hy Lạp vì vấn đề Dodekanisa và Albania, cũng ủng hộ Pháp và bằng mọi cách phản đối việc chuyển giao bất cứ vùng đất Albania nào cho Hy Lạp. Ngày 8 tháng 10 năm 1918, Thủ tướng Venizelos đảm bảo với Đồng minh rằng Hy Lạp sẵn sàng tiếp tục cuộc chiến chống lại Đế quốc Ottoman đến khi thắng lợi. Nhờ vậy, quân đội Hy Lạp có thể tiến đến Istanbul và Hy Lạp cũng có thể tuyên bố chủ quyền với Constantinopolis. Tuy nhiên, ngày 30 tháng 10 năm 1918, Thổ Nhĩ Kỳ ký hiệp định đình chiến với các nước Entente và rút khỏi chiến tranh. Năm 1919, quân Hy Lạp được Entente ủy nhiệm đã chiếm đóng İzmir. Năm 1920, Tây và Đông Thracia thuộc về Hy Lạp.

### România

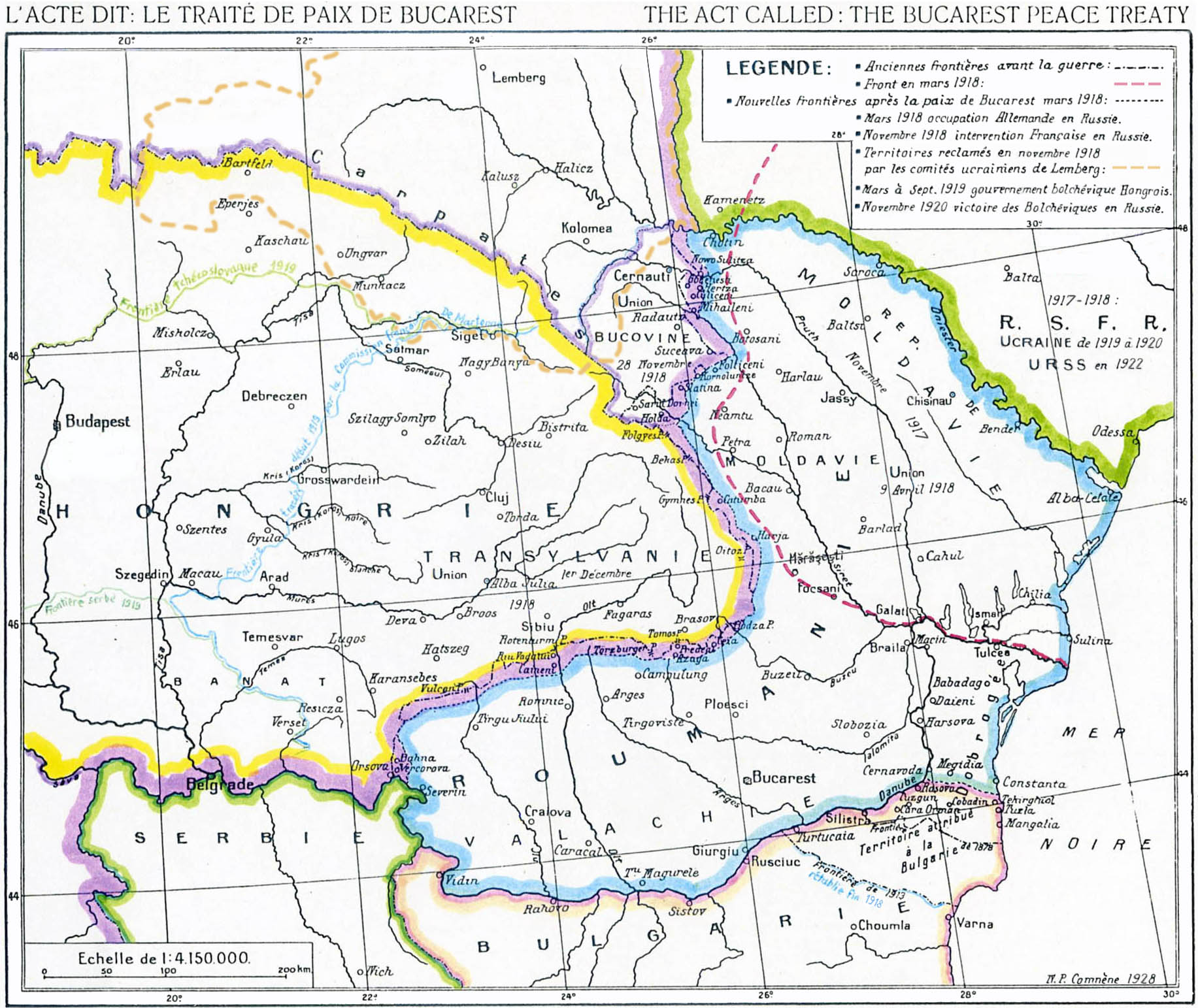
România sau Hòa ước Bucharest 1918

Sau khi Nga rút khỏi chiến tranh, chính phủ România ký hòa ước với phe Liên minh và chịu những điều khoản bất lợi vào ngày 7 tháng 5 tại Bucharest. România bị mất các vùng biên giới chiến lược quan trọng về mặt chiến lược, phải cung cấp gỗ và dầu mỏ cho phía bên kia. Nam Dobrudja mất vào tay Bulgaria. Bắc Dobrudja vốn là vùng tranh chấp giữa Thổ Nhĩ Kỳ và Bulgaria thì đặt dưới chính quyền chung các nước Liên minh. Ngoài ra, România phải để cho quân Liên minh đi qua lãnh thổ mình.
Sau khi mặt trận của quân Bulgaria tan vỡ, ngày 10 tháng 11 năm 1918, România tuyên bố quay lại tham chiến bên phe Hiệp ước. Điều này mang lại lợi ích đáng kể cho România sau chiến tranh, lấy được Transylvania, Bukovina, Banat và thu hồi Nam Dobrudja.

### Serbia

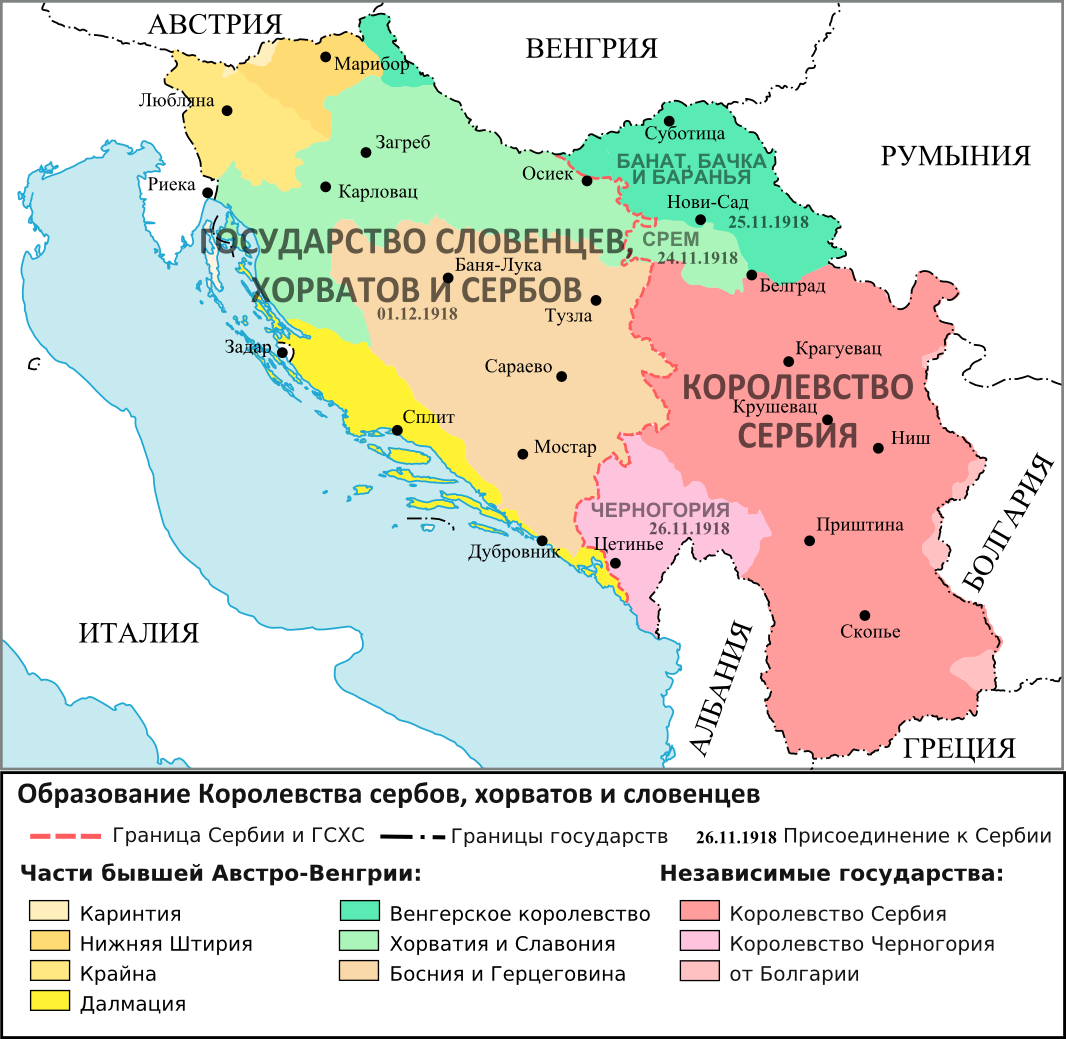
Sự hình thành Vương quốc của người Serb, người Croatia và người Slovenia

Trở lại năm 1917, tại Corfu, các đại diện của Serbia và Ủy ban Nam Tư tuyên bố thống nhất Serbia, Montenegro và các vùng đất Nam Slav thuộc Áo-Hunga thành một quốc gia độc lập - Nam Tư, dựa trên sự bình đẳng của ba dân tộc là người Serb, người Croatia và người Slovenia. Vương quốc mới do nhà Karađođević lãnh đạo.
Tháng 10 năm 1918, sau khi xuyên thủng phòng tuyến của quân Bulgaria, quân Serbia giải phóng hoàn toàn lãnh thổ. Đồng thời tại Zagreb tuyên bố thành lập Nhà nước của người Serb, người Croatia và người Slovenia. Ngày 24 tháng 11 năm 1918, chính quyền Srem tuyên báo gia nhập Serbia. Ngày hôm sau, Banat, Bachki và Baranja cũng đưa ra quyết định tương tự. Các lãnh thổ này cùng với Vojvodina thuộc về Serbia. Ngày 26 tháng 11 năm 1918, Montenegro tuyên bố sáp nhập vào Vương quốc Serbia.
Ngày 1 tháng 12 năm 1918, Beograd tuyên bố hợp nhất Vương quốc Serbia và Nhà nước của người Serb, người Croatia và người Slovenia thành một Vương quốc duy nhất của người Serb, người Croatia và người Slovenia. "Chủ nghĩa Nam Tư" trở thành cơ sở của quốc gia mới. Trong đất nước chung, người Serb, người Croatia và người Slovenia tập hợp thành dân tộc Nam Tư duy nhất. Khái niệm sắc dân này không đại diện cho các dân tộc khác như người Bosnia, người Macedonia và người Montenegro. Ngoài ra, các dân tộc không thuộc tộc Slav như người Albania ở Kosovo, người Đức và người Hungary ở Vojvodina lại ở vị thế thiểu số không mong muốn. Macedonia thực thi chính sách Serb hóa, ngôn ngữ của người Macedonia chính thức bị xếp là phương ngữ của tiếng Serbia-Croatia và bị cấm dùng trong nhà nước và giáo dục. Đồng thời khuyến khích người Serb đến định cư tại Macedonia và Kosovo.
Khi Vương quốc của người Serb, người Croatia và người Slovenia ra đời, lợi ích của dân Croatia bị xâm phạm đáng kể. Đảng chính trị chính của Croatia là Đảng Nông dân Croatia ủng hộ cấu trúc Nam Tư như một nước cộng hòa liên bang, trong khi chính phủ Serbia xác định chế độ quân chủ đơn nhất. Croatia bị mất thể chế lâu đời hàng thế kỷ cũng như truyền thống nhà nước riêng. Năm 1919, các chính trị gia Croatia thành lập "Đại hội hòa giải" ở Paris, ủng hộ quyền tự quyết và thu thập được chữ ký của 157.000 người Croatia. "Câu hỏi Croatia" đã trở thành vấn đề sắc tộc gay gắt nhất ở Nam Tư.
Vai trò lãnh đạo trong vương quốc mới thành lập đều rơi vào tay Serbia. Năm 1929, vương quốc (KSHS) chính thức đổi tên thành Vương quốc Nam Tư.

### Montenegro
Năm 1916, Montenegro rút khỏi chiến tranh khi quân đội Áo-Hung chiếm đóng toàn bộ lãnh thổ. Tháng 1 năm 1916, Áo chiếm được thủ đô Cetinje, Montenegro đàm phán về việc quân đội đầu hàng. Lúc ấy quân Montenegro bị quân Áo-Hung bao vây và đẩy ra biển, buộc phía Montenegro phải chấp nhận mọi điều kiện. Ngày 19 tháng 1, vua Nikola I chấm dứt đàm phán, ký sắc lệnh giải tán quân đội Montenegro rồi chạy sang Ý. Khoảng 3.000 tàn quân Montenegro bị quân Áo-Hung bắt làm tù binh.
Theo tuyên bố Corfu, Montenegro sẽ trở thành một phần của Vương quốc Nam Tư. Ngày 26 tháng 11 năm 1918, sau khi quân Serbia giải phóng khỏi tay quân Áo-Hung, Montenegro chính thức trở thành một phần của Serbia. Hội đồng Podgorica và những người ủng hộ liên minh với Serbia đề cao ý tưởng thống nhất hai vương quốc và đồng ý để quân đội Serbia tiến vào lãnh thổ Montenegro. Tuy nhiên, những người ủng hộ vua Nikola I bị phế truất đã tiếp tục vũ trang kháng chiến tìm cách khôi phục nền độc lập cho Montenegro đến năm 1929.

### Tàn phá và thiệt hại
Serbia chịu tàn phá và thiệt hại lớn nhất tại Balkan. Đất nước hoang tàn, cơ sở hạ tầng đổ nát và kinh tế suy thoái. Các vùng lãnh thổ Montenegro, Hy Lạp, Bulgaria và Albania là nơi diễn ra mặt trận Thessaloniki cũng bị thiệt hại.
Hậu quả nghiêm trọng đầu tiên ở Serbia xuất hiện vào mùa thu năm 1914. Do gần như toàn bộ nam thanh niên đều phải nhập ngũ nên không còn mùa gieo hạt. Cả nước thiếu lương thực. Giá bánh mì tăng mạnh, nhất là ở thành thị. Tình hình tồi tệ hơn vì nhiều người phải chạy nạn khỏi vùng chiến sự. Kinh tế Serbia gần như bị phá hủy hoàn toàn, hơn một nửa hoạt động công nghiệp phải dừng lại. Montenegro cũng lâm vào tình thế khó khăn.
Bulgaria hy vọng vào một chiến thắng nhanh chóng trước Serbia. Khi Mặt trận Thessaloniki được mở ra, gánh nặng đè lên kinh tế Bulgaria. Ban đầu, được Đức trợ giúp, tình hình vẫn tương đối ổn định. Cho đến năm 1918, Đức viện trợ hàng tháng cho Bulgaria với số tiền 50 triệu franc. Đổi lại, các công ty độc quyền Đức thâm nhập vào nền kinh tế. Một số mỏ đồng và than đá rơi vào tay người Đức. Ngoài ra, nguyên liệu thô từ Bulgaria xuất sang Đức được trả bằng đồng Mác mất giá. Nền kinh tế Bulgaria không thể chống chọi được với chiến tranh kéo dài. Năm 1918, tình thế tồi tệ hơn, dân chúng mòn mỏi vì chiến tranh tiêu hao quá lâu và bắt đầu yêu cầu phải chấm dứt chiến tranh. Hai vụ mất mùa năm 1917 và 1918 khiến lương thực phải cung cấp theo theo hệ thống chia khẩu phần ăn. Các lực lượng chính trị cánh tả tăng cường hoạt động: Liên minh Nông nghiệp và Đảng Cộng sản tích cực tuyên truyền phản chiến. Sau chiến tranh, Bulgaria buộc phải bồi thường bằng một lượng lớn vật chất.
Trong những năm bị chiếm đóng, Albania xuất khẩu một lượng lớn nông sản và nguyên liệu công nghiệp. Lực lượng chiếm đóng Áo, Ý và Pháp đã tự ý tiến hành các hoạt động tham dò và khai thác địa chất, khoan dầu. Chiến tranh phá hủy hàng trăm ngôi làng và các thành phố. Dù không chính thức tham chiến, Albania phải hứng chịu rất nhiều thiệt hại do quân chiếm đóng và chiến sự gây ra.
Chiến sự tại mặt trận Balkan gây thiệt hại lớn cho tất cả các nước trong khu vực. Ví dụ, tổng thiệt hại của Serbia lên tới khoảng 6 tỷ franc Pháp.

### Tình cảnh dân chúng

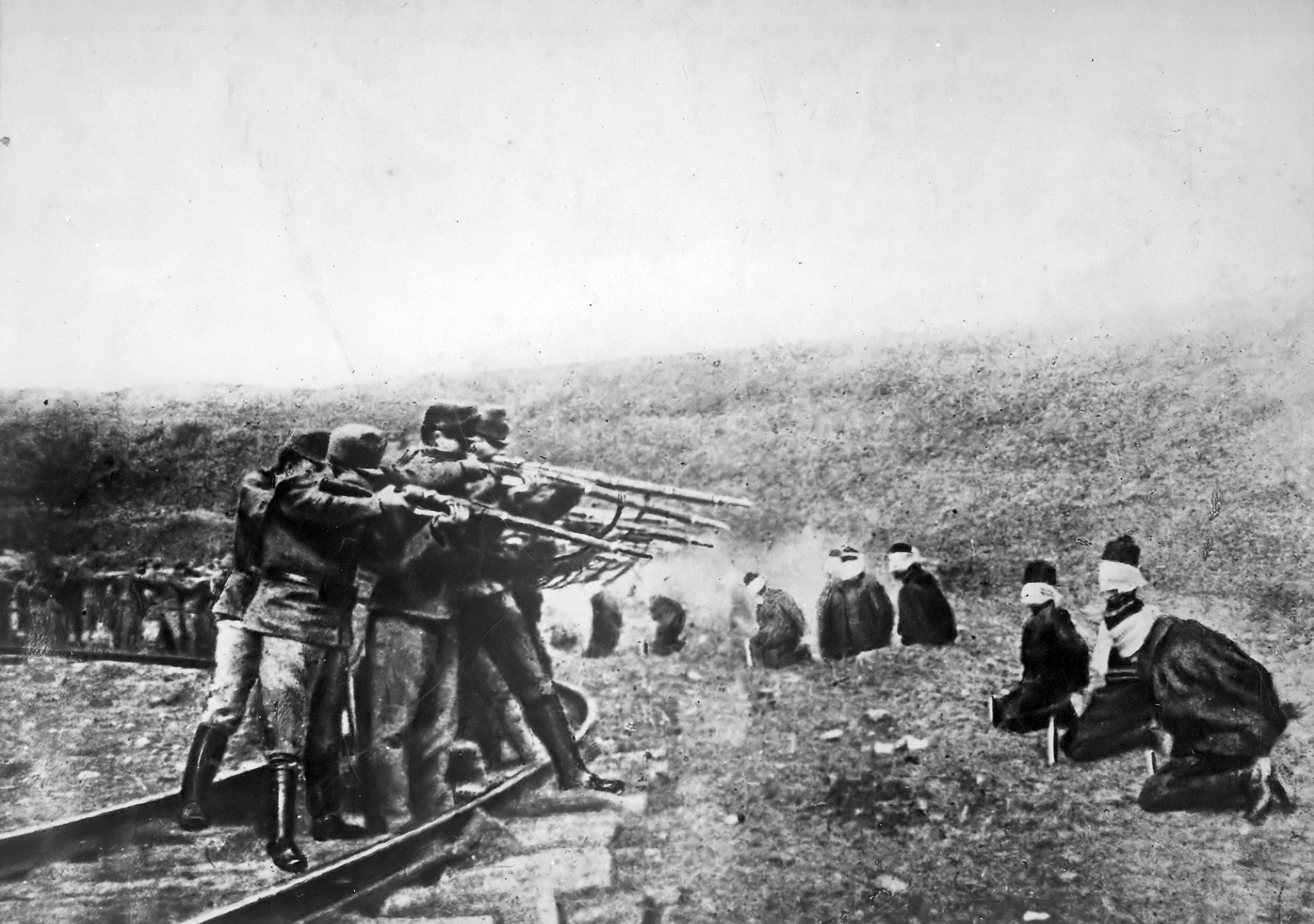
Lính Áo bắn những người tham gia Nổi dậy Toplica

Serbia chịu tổn thất nặng nề nhất tại Balkan trong Thế chiến thứ nhất. Người dân Serbia và Montenegro bị thế lực ngoại xâm dày đạp ngay trên đất nước mình.
Chiến sự tại Balkan, hàng trăm nghìn thường dân thiệt mạng hoặc chạy tị nạn hay mất nhà cửa. Những tội ác đầu tiên đối với thường dân được ghi nhận ngay khi Áo tấn công Serbia đã tiến hành cướp bóc và giết hại dân chúng vào tháng 8 năm 1914.
Khi quân Áo-Đức bắt đầu tấn công vào mùa thu năm 1915, sự tàn ác năm 1914 vẫn còn ghi dấu, dân thường đã cùng chạy với quân đội Serbia. Đầu tiên là dân Beograd rời bỏ nhà cửa rồi đến lượt các nơi khác. Bước đường di tản của quân đội lẫn với thường dân chạy nạn, ước tính tổng số lên tới 250.000 người. Điều kiện di tản đầy khó khăn. Nhiều người chết vì đói, sốt phát ban, cộng với máy bay ném bom và bắn xuống. Quân Áo-Đức ráo riết truy đuổi.
Một nhà báo Đức chứng kiến và ghi lại:
| “ | Máu của Đại công tước Franz Ferdinand tử đạo sẽ bị dòng máu Serbia cuốn trôi. Chúng ta đang chứng kiến một hành động quả báo lịch sử nghiệt ngã. Trong các mương rãnh, ven đường và ruộng hoang - đâu đâu cũng thấy những xác chết rải rác trên mặt đất trong quần áo nông dân hoặc binh lính. Có cả xác phụ nữ và trẻ em thê thảm. Họ bị giết hay chết vì đói và vì sốt phát ban? Những xác này có lẽ nằm ở đây đã lâu với những khuôn mặt bị thú hoang cắn nham nhở biến dạng, mắt bị quạ mổ đi mất. | ” |

150.000 người được đồng minh sơ tán đến đảo Corfu nhưng chết chóc không dừng lại, để lại hơn 10.000 trẻ em mồ côi.
Năm 1917, quân Áo, Đức, Bulgaria và các đội vũ trang Albania đàn áp dã man cuộc nổi dậy Toplica ở miền nam Serbia, đi kèm với việc trả đũa lên những người tham gia, dân thường và giáo sĩ. Ví dụ, trong thời gian Kosovo và Metohija bị chiếm đóng 1915-1918, 22 giáo sĩ Chính thống giáo Serbia bị giết.

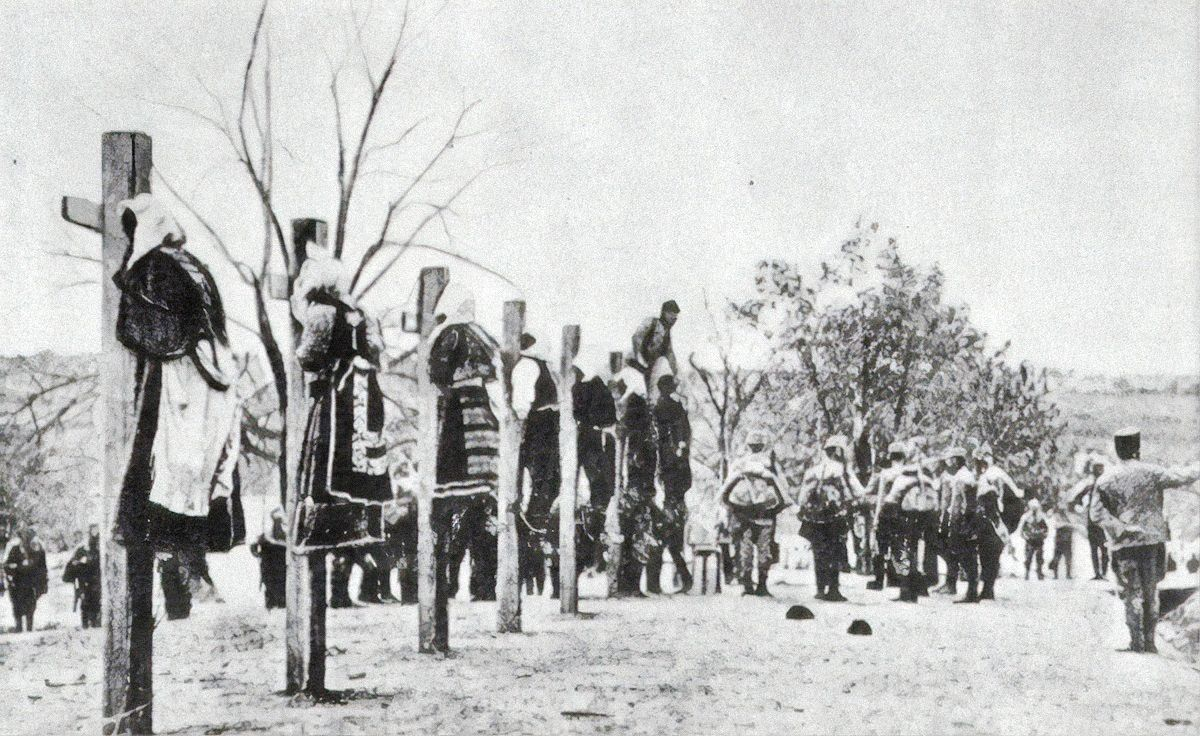
Thường dân Serbia bị quân Áo-Hung treo cổ

Các đơn vị quân cảnh Áo-Hung (tiếng Đức: Schutzkorps) được thành lập từ năm 1908 trên lãnh thổ Bosnia và Hercegovina. Trong Thế chiến thứ nhất, Schutzkorps này hoạt động như một đội dân quân không thường trực trong các vùng lãnh thổ Serbia bị chiếm đóng. Quân số được bổ sung chủ yếu từ người Slav Hồi giáo ở Bosnia và Hercegovina và phạm nhiều tội ác chiến tranh. Cuối năm 1915, Áo lập trại tập trung ở Doboje giam giữ người Serbia ở Bosnia và Hercegovina cũng như tù binh Serbia.
Các vùng Serbia và Montenegro bị chiếm liên tục nổi dậy đấu tranh. Khi quân đồng minh tấn công, người Serb tích cực tham gia đánh đuổi kẻ thù ra khỏi lãnh thổ Serbia.
Albania bị chiếm đóng năm 1914-1920. Quân Serbia, Montenegro, Hy Lạp, Ý, Pháp và Áo-Hung là gánh nặng cho dân Albania khi phải cung ứng quân lương. Vị trí tiền tuyến đã cắt hết đường vận chuyển gây khó khăn khi cung ứng cho các thành phố. Ngay cả trước khi thành lập mặt trận ở Albania, tình hình đã rất nguy cấp. Ví dụ, năm 1915, tại vùng Montenegro bị chiếm đóng xảy ra nạn đói.
Dân thành thị tăng lên đáng kể do dòng người tị nạn chạy trốn khỏi vùng chiến sự giữa Ý và Áo-Hung. Kéo theo giá cả tăng vọt, ngoại tệ tràn lan cả nước. Dân chúng tại vùng bị Áo chiếm đóng rất khổ sở. Ngoài việc trưng dụng gia súc và nông sản, Áo-Hung còn tiến hành bắt lính. Tất cả những điều này làm người Albania thêm bất mãn và thường dẫn đụng độ giữa quân đội Áo và thường dân. Trong Thế chiến thứ nhất, hàng chục nghìn người Albania bị giết, chết vì đói hoặc dịch bệnh.

### Binh lính đào ngũ và nổi dậy
Khi Áo tăng cường chiến sự ở Balkan đã ghi nhận nhiều trường hợp đào ngũ. Trong chiến dịch năm 1914, 35.000 binh sĩ người Slav: Serb, Croatia, Séc, Slovenia, Slovak và các dân tộc khác đào ngũ khỏi quân Áo-Hung. Khá nhiều binh sĩ này chạy sang phía bên Serbia và sau đó chiến đấu chống lại phe Liên minh. Quân Serbia cũng chịu vấn nạn tương tự. Người Macedonia sống tại nơi bị Serbia chiếm đóng năm 1913, coi chiến tranh là chuyện của người Serb. Người Bulgaria ở Macedonia chiếm số đông, có thể thấy rõ qua tài liệu của các lãnh sự Nga tại Macedonia. Người Macedonia tự coi mình là người Bulgaria và không muốn đồng hóa với Serbia. Ngay trong năm 1913, hai cuộc nổi dậy chống người Serb đã được dấy lên tại Tikve vào ngày 15 tháng 6 và Ohrid-Debr vào ngày 9 tháng 9. Cả hai cuộc nổi dậy đều bị quân đội Serbia đàn áp dã man làm nhiều người bị thương. Tổ chức cách mạng Macedonian-Odrin chuyển sang hoạt động khủng bố và đấu tranh đảng phái chống lại chính quyền Macedonia của Serbia. Người Macedonia đã trốn lính, đào ngũ hoặc đầu hàng. Do đó, bộ chỉ huy Serbia cố gắng chuyển người Macedonia về công tác hậu phương.
Năm 1916, sau khi mặt trận Thessaloniki hình thành, nhiều binh lính Bulgaria và Nga đã liên lạc với nhau. Năm 1917, trong hàng ngũ quân viễn chinh Pháp diễn ra tình trạng hỗn loạn của hàng loạt binh lính. Bị ảnh hưởng bởi cuộc bạo loạn của binh lính tại Pháp, quân Pháp ở Balkan cũng đòi hòa bình và chấm dứt chiến tranh. Chỉ huy trưởng là tướng Sarrail phản ứng lại gay gắt trước các yêu cầu này và tiến hành đàn áp.
Quân Hy Lạp thường xuyên đào ngũ. Binh lính xuất xứ từ Athens, Larissa, Lamia, Patras không có lòng ái quốc và không muốn chiến đấu. Tháng 1 năm 1918, binh lính gốc Lamia và Larissa nổi dậy nhưng sau khi vua Alexanderos đến trấn an, tình hình mới trở lại bình thường.
Cuộc nổi dậy lớn nhất của binh lính nổ ra ở Balkan vào cuối chiến tranh. Mệt mỏi vì chiến tranh kéo dài, lính Bulgraria nổi dậy yêu cầu phải đình chiến sớm. Đến ngày 28 tháng 9 năm 1918, đã có tới 30.000 lính tham gia nổi dậy. Một phần lan tới thủ đô Sofia gây ra hoảng loạn. Sư đoàn 217 của Đức kéo đến tiếp trợ cho đồng minh Bulgaria và ngăn chặn được quân nổi dậy. Nhưng điều này không giúp được gì cho Bulgaria, vì cùng ngày hôm ấy, chiến tranh ở Balkan kết thúc.

### Tổn thất
Serbia chịu tổn thất lớn nhất trong Thế chiến thứ nhất ở Balkan. Số lượng nạn nhân chiến tranh là người Serbia chưa được xác định do mỗi nguồn đưa ra các con số khác nhau. Theo nhà nhân khẩu học Liên Xô Boris Tsezarevich Urlanis, quân đội Serbia mất 165.000 người thiệt mạng, mất tích và tử thương. Tổng thiệt hại của Serbia lên tới 340.000 người chết. Theo Bộ Chiến tranh Anh (1922), 45.000 lính Serbia chết trên chiến trường, 82.535 binh sĩ và sĩ quan mất tích. Nhà nghiên cứu người Mỹ Ayres trích dẫn con số 120.000 lính Serbia chết trận. Theo tài liệu của chính phủ Nam Tư xuất bản năm 1924, 365.164 binh lính và sĩ quan Serbia thiệt mạng trong chiến tranh, nhưng bị nghi ngờ vì con số phóng đại so với thực tế. Cũng có bằng chứng về những tổn thất lớn hơn ở Serbia. Do chiến tranh, nạn đói và bệnh tật, khoảng 735.000 dân Serbia bị chết, tức là hơn 15% tổng dân số cả nước. Sau chiến tranh còn 164.000 người tàn phế và nhiều trẻ em mồ côi.
Theo Urlanis, Montenegro tổn thất 15.000 người chết, bị thương và bị bắt. Trên lãnh thổ Montenegro, khoảng 10.000 thường dân đã thiệt mạng. Số binh lính và thường dân Montenegro bị thương là 35.000 người. Theo ước tính của Michael Claudfelter, 3.000 quân Montenegro thiệt mạng trong các trận chiến và 7.000 người mất tích. Chính phủ Nam Tư năm 1924 thông báo rằng quân đội Montenegro có 13.325 người thiệt mạng, mất tích, chết do bị thương, trong đó có 2.000 người chết trong điều kiện tù binh.
Lực lượng Viễn chinh Anh mất khoảng 5.000 người ở Balkans. Theo sử gia Ý Villari, Pháp bỏ mạng khoảng 20.000 quân trên mặt trận Balkan. Ý tại Balkan mất hơn 18.000 quân bị chết, bị thương, bị bắt và mất tích, trong đó có 2.841 người bị giết khi tham gia chiến đấu. Quân Hy Lạp mất từ 9.000 đến 11.000 người thiệt mạng, mất tích và chết do bị thương. Urlanis cho rằng tổng thiệt hại của quân Hy Lạp lên tới khoảng 26.000 người thiệt mạng và mất tích. Ngoài ra, còn khoảng 5.000 thường dân Hy Lạp thiệt mạng do chiến tranh diễn ra trong lãnh thổ nước này.
Bulgaria có 62.000 người thiệt mạng, mất tích và chết vì bị thương. Tổng quân số Bulgaria mất tới 87.500 người. Nguồn khác đưa ra con số 101.224 binh sĩ và sĩ quan Bulgaria chết trận. 48.917 người chết trong chiến đấu, 13.198 người chết vì bị thương, 888 người chết vì tai nạn, 24.497 người chết vì bệnh tật, 8.000 lính Bulgaria chết trong điều kiện tù binh. So với trước chiến tranh, tỷ lệ dân thường tử vong tăng lên do thiếu lương thực, còn khoảng 5.000 thường dân chết vì chiến sự.
Theo Österreich-Ungarns letzter Krieg (Cuộc chiến cuối cùng của Áo-Hung) xuất bản tại Viên năm 1930, quân Áo-Hung trên mặt trận Balkan có 28.276 người thiệt mạng, 122.122 người bị thương, 76.690 người bị bắt làm tù binh và mất tích, 46.716 bệnh binh trong giai đoạn từ tháng 8 năm 1914 đến tháng 2 năm 1915.
Theo nhà báo Nga Vadim Viktorovich Erlikhman, khoảng 80.000 binh sĩ trong quân đội Áo-Hung là người Croatia, Slovenia và Bosnia đã thiệt mạng trong các trận chiến, mất tích và chết vì bị thương. Khoảng 30.000 người Nam Slav chết trong các nhà tù và trại tập trung của Áo-Hung. Tổng cộng có khoảng 996.000 người đã chết trên tất cả các phần lãnh thổ hình thành nên Vương quốc của người Serb, người Croatia và người Slovenia vào năm 1918 (bao gồm Slovenia, Croatia và Slavonia, Bosna và Hercegovina, Vojvodina, Serbia và Macedonia, Montenegro)

## Trong văn hóa đại chúng

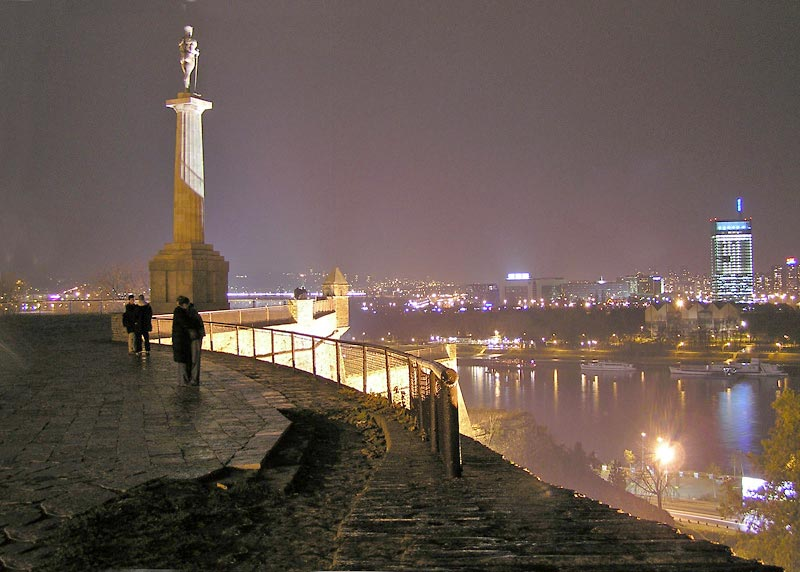
Tượng đài "Chiến thắng" ở Beograd kỷ niệm chiến thắng trên mặt trận Thessaloniki

Các tác phẩm đầu tiên phục vụ Thế chiến thứ nhất ở Balkan bắt đầu xuất hiện ngay sau khi chiến sự bùng nổ. Ngày 27 tháng 7 năm 1914, trên tờ báo Ljubljana Slovenets đăng bài thơ "Srbe trên vrbe!" (Treo cổ bọn Serb lên cây liễu!) của nhà dân tộc chủ nghĩa người Slovenia Marko Natlačen kêu gọi trả thù cho vụ ám sát Thái tử Ferdinand.
Khi bắt đầu chiến tranh, xưởng phim Djoka M. Bogdanović ở Beograd bắt đầu quay những chiến sự đầu tiên tại Balkan. Bogdanović và nhiếp ảnh gia Nga Samson Chernov quay các thước phim về chiến sự Srem và Zemun vào tháng 9 năm 1914. Sau khi lãnh thổ Serbia bị chiếm đóng, xưởng phim ngừng hoạt động hoàn toàn. Các khung hình chiến tranh sau đó được các nước khác quay với số lượng rất ít.

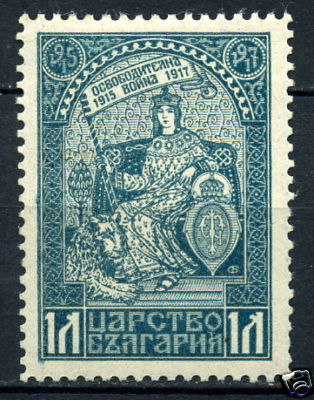
Tem bưu chính Bulgaria kỷ niệm tham chiến Thế chiến thứ nhất

Nhiều phim truyện người đóng và phim tài liệu được quay ở các nước Balkan dựa trên các sự kiện Thế chiến thứ nhất ở bán đảo Balkan. Ở Nam Tư (sau này thuộc Serbia) có các phim được quay về Trận Cer (Marš na Drinu (1964) - Hành quân tới Drina), Trận Kolubara (Kolubarska bitka (1990)), quân Serbia chạy đến Albania (Gde cveta limun žut (2006) - Nơi chanh vàng nở) và những phim khác. Năm 2009, đạo diễn người Serbia Srđan Dragojević thực hiện bộ phim "Sveti Georgije ubiva aždahu" (Thánh George giết rồng) là một trong những bộ phim đắt giá nhất của điện ảnh Serbia với kinh phí khoảng 5 triệu euro. Phim lấy bối cảnh một ngôi làng Serbia trong khoảng thời gian sau Chiến tranh Balkan lần thứ nhất và trước Thế chiến thứ nhất. Cùng năm, đạo diễn Srđan Karanović quay bộ phim truyền hình Besa với các sự kiện diễn ra ở Serbia trong Thế chiến thứ nhất.
Năm 1915, sau khi quân đội di tản và Serbia bị chiếm đóng, bài hát Tamo daleko (Nơi đó cách xa) trở nên phổ biến. Trong bài hát, người lính Serbia hát về ngôi làng đổ nát của mình, về nhà thờ nơi mình kết hôn, về cuộc di tản đau thương cướp đi nhiều đồng đội. Bài hát này này về sau rất phổ biến ở Serbia, đặc biệt là trong cộng đồng di cư rời khỏi đất nước sau Thế chiến thứ hai.
Ở Bulgaria, Thế chiến thứ nhất được coi là cuộc chiến giải phóng với ý tưởng quân đội Bulgaria chiến đấu vì các lãnh thổ lịch sử của Bulgaria, nơi có một số lượng đáng kể người Bulgaria sinh sống. Hầu hết các chính trị gia Bulgaria muốn Macedonia sáp nhập vào Bulgaria. Năm 1915, sau khi Vardar Macedonia bị quân Bulgaria chiếm đóng, chính phủ Bulgaria bắt đầu thực hiện việc phổ biến Bulgaria hóa trong cộng đồng dân địa phương. Các tác gia Bulgaria nổi tiếng tham gia chương trình này. Từ năm 1913, nhà thơ Ivan Vazov bắt đầu xuất bản tuyển tập thơ "Песни за Македония" (Khúc ca về Macedonia). Bulgaria dùng những bài thơ này như vũ khí đấu tranh ý thức hệ chống lại người Serb. Sau này chính Vazov đã lên án các tác phẩm của mình.